# Jászberény
Jászberény (németül: Jaßbring) város az Észak-Alföld régióban, Jász-Nagykun-Szolnok vármegyében fekszik; a Jászberényi járás központja. Gyakran emlegetik a Jászság fővárosaként. A megye második legnépesebb települése Szolnok után.
A város történelme szorosan összefonódik a jászok történetével, akik a középkorban, a 13. század környékén telepedtek le itt. A település népessége jelentős szerepet játszott a térség gazdasági és kulturális fejlődésében, különösen a mezőgazdaság és az állattenyésztés terén.
A város kulturális öröksége kiemelkedő, többek között a Jász Múzeummal, amely a jász nép történelmét és hagyományait mutatja be, illetve a Lehel kürtje, amely a város egyik legismertebb szimbóluma egyben. A város épített örökségéhez tartozik a középkori eredetű, barokk stílusú Ferences kolostor, amely a város vallási életének központja. Az ipar és a mezőgazdaság mellett Jászberény ma fontos oktatási központ is, számos iskolával és a Szent István Egyetem (MATE) helyi karával.
Gazdasági szerepe is jelentős, itt található a Samsung Electronics magyarországi gyára.

## Fekvése
A vármegye északi részén, a Jászság központjában fekszik, a Zagyva folyó jobb partján, Budapesttől 79 kilométerre keletre. A megyeszékhely, Szolnok mintegy 45 kilométerre található dél-délkeleti irányban.
A városhoz számos kisebb-nagyobb külterületi lakott hely is tartozik, ezek közül a legnépesebb Portelek a központtól jó 14 kilométerre délre.  Turisztikai szempontból említést érdemel még a várostól északra eső Négyszállás is, mivel ott található a Hortobágyi Nemzeti Park Sasközpontja a hozzá csatlakozó tanösvénnyel.
A szomszédos települések: észak felől Jászárokszállás, északkelet felől Jászdózsa, kelet felől Jászjákóhalma és Jásztelek, délkelet felől Jánoshida és Jászboldogháza, dél felől Tápiószele és Farmos, délnyugat felől Nagykáta, nyugat felől Jászfelsőszentgyörgy, északnyugat felől pedig Pusztamonostor és Jászágó. [Délkelet felől Alattyán közelebb fekszik a városhoz, mint Jánoshida, de közigazgatási határaik nem érintkeznek.]

### Megközelítése
Közúton Budapestről és Eger-Miskolc irányából a 31-es főúton, illetve a Hatvant Szolnokkal összekötő 32-es főúton érhető el. Mindkét főút elkerüli a város lakott területeit. Szentlőrinckátával és Jászfelsőszentgyörggyel a 3109-es, Farmossal a 3117-es, Jászboldogházával a 3125-ös, Gyöngyössel és Jászárokszállással pedig a 3203-as út köti össze. Határszélét egy rövid szakaszon érinti még a Jászjákóhalma-Jásztelek közti 3232-es út is.
A közúti távolsági és helyi tömegközlekedés szolgáltatója a Volánbusz, járataival többek között közvetlenül elérhető Budapest, Eger, Kecskemét, Miskolc, Nagykáta, Szeged és Szolnok is.
A hazai vasútvonalak közül a várost a MÁV 82-es számú, villamosított Hatvan–Újszász-vasútvonala érinti, melynek három megállási pontja van Jászberény határai között.
- Jászberény vasútállomás a város központjától nyugatra helyezkedik el, közúti elérését a 31 332-es számú mellékút (Rákóczi út) biztosítja.
- Meggyespele megállóhely a várostól délre található, közvetlenül a vasút és a 3125-ös út keresztezése mellett.
- Portelek vasútállomás Jászberény délkeleti határszélétől nem messze fekszik, a névadó Portelek településrésztől mintegy 2 kilométerre északkeletre.

A vonalon munkanapokon, egy délelőtti órát kivéve óránkénti ütemezésű ütemes menetrend van érvényben. Hétvégén a menetrend két órás beosztású, valamint tanítási időszakban péntekenként a Szegedről Miskolcra, vasárnap pedig a  Miskolcról Szegedre közlekedő Campus Express is megáll a városban.

## Története
A város környéke már a kőkorszakban is lakott volt, erre utalnak a Jászberény környékén talált mezolitikus (középső kőkori) telep maradványai. Szintén régészeti emlékek utalnak a vaskorban itt élő keltákra, majd a későbbi szarmata és avar jelenlétre. A településtől északra halad el a szarmaták által 324 és 337 között épített, a Dunát a Tiszával összekötő Csörsz árok nyomvonala. Valószínűleg az Árpád-ház korában alakult a település, de a tatárjárás elpusztította.
A jászok által a 13. században benépesített tájegység, a Jászság gazdasági, szellemi és vallási központja kezdettől fogva Jászberény, amelyet a források 1357-ben említenek először „Beren” névalakban.
A Berény névalak eredete és jelentése ismeretlen. Hozták összefüggésebe korábban a kabar vagy besenyő berendi törzsnévvel, melynek jelentése aki megadta magát, mások szerint a szó gyöke az adást-vevést, illetve a vásárlást jelentő ber vagy bere, amely szerint annyi értelme volna, mint vásáros hely, vagy árupiac. Egy újabb elmélet szerint pedig a mandzsu-tunguz beri szavából származik, amely íjat jelent. A szóvégi -n eszerint a magyarázat szerint egy foglalkozás- és törzsnevet alkotó, úgynevezett denominális képző. Az ezáltal rekonstruálható berin jelentése íjász törzs, íjász nemzetség.
A jászok letelepülésüktől fogva különböző kiváltságokat élveztek (adó- és vámmentesség, a megyéktől független élet, önálló közigazgatás, pallosjog), amely fejében a mindenkori katonai szolgálattal tartoztak a királynak. A 15. században ferences szerzetesek települtek a városba és építettek kolostort, hogy a jászokat keresztény hitre térítsék. 1550-ben már városi rangú település, jóllehet korábban is így tekintik, s közigazgatási székhely mind a török időkben, mind pedig a Jászkun Hármas Kerület fennállása idején.
A kora újkorban a várost nagy megrázkódtatások érték, kifosztásra került 1526-ban, majd 1536-ban is. Buda török kézre kerülésével a település határvidékre került és állandósultak a portyák. Először a magyarok akartak itt várat építeni, végül azonban a törökök húztak fel 1566-ban palánkvárat ferences kolostor köré. A törökök nem sokkal később, 1594-ben felgyújtották és elhagyták a palánkot menekülve a császáriak elől. Ezzel párhuzamosan a település lakossága is elmenekült és feltehetőleg nem is lakták egészen 1618-ig. Ezután a város újra fejlődésnek indult, melyet átmenetileg hátráltatott, hogy a végvári katonák 1637-ben ismét kifosztották. Végül 1685-ben szabadult fel a város a török uralom alól és indulhatott ismét fejlődésnek.
Közigazgatásilag a török időkben a jászberini náhije központja, mely a hatvani  szandzsákhoz tartozott. A török időkben a város a szultán magánkincstárához tartozott, mely a körülményekhez képest kedvezőnek volt tekinthető. A jászok kiváltságai 1702-ben kerültek veszélybe, amikor I. Lipót eladta a Jászságot a Német Lovagrendnek, amibe nem nyugodtak bele és 1745-ben saját pénzükön visszaváltották azokat. Ez volt a Redemptio, magyarul önmegváltás.

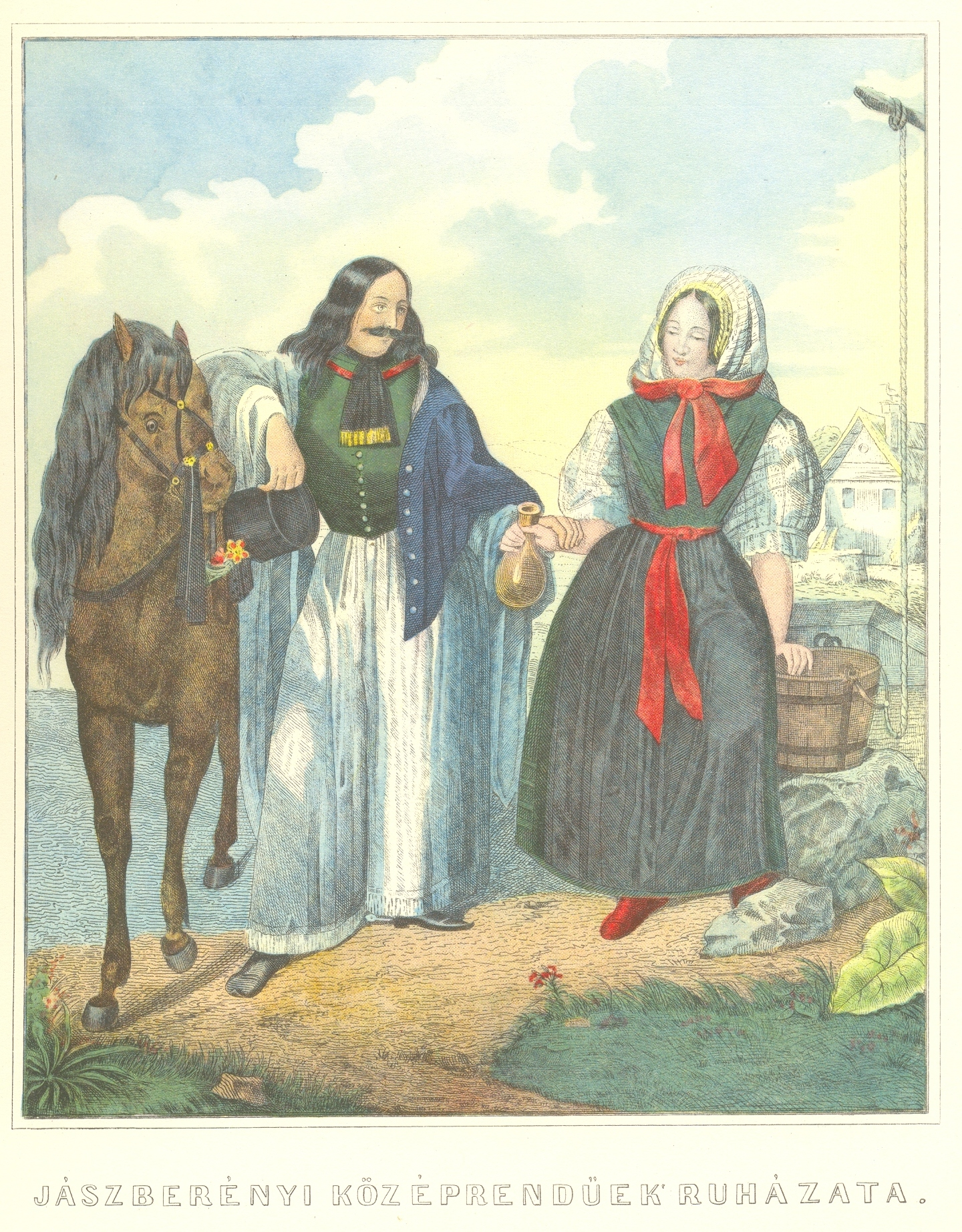
Jászberényi közrendűek ruházata 1845

Leírás a településről a 18. század végén: "BERÉNY: Jász Berény. Népes magyar Mező Város a’ Jászságban, lakó helye a’ Jászok Kapitánnyának, lakosai katolikusok, és reformátusok, épűletei alatsonyak, oskolája a’ körűl belől valókhoz képest nevezetes. Határja kiváltképen termékeny javai jelesek, ’s nem lehet nem az első Osztálybéliek közzé számlálni."
A város az 1848-49-es szabadságharcból is kivette részét, a jászságból toborzott önkéntesekből Jászberényben alakult meg a Lehel huszárezred, melynek 3 százada még Világosnál sem tette le a fegyvert. Csehországi állomáshelyéről is hazaszökött a jászokból és kunokból álló 12. Nádori ezred számos katonája. 1849 tavaszán a városban tartózkodott Kossuth Lajos, Görgei Artúr és Damjanich János, valamint a magyar hadsereg I., II. és III. hadteste.
Itt található az ország egyik legrégibb múzeuma, az 1874-ben alapított Jász Múzeum, ahol látható Jászberény város és a jászság szimbóluma, nemzeti ereklyénk, Lehel kürtje.
1917-ben alakult a városban a Tanítóképző Főiskola, mely jelenleg az Eszterházy Károly Katolikus Egyetem karaként működik.
A második világháború után létrejöttek az első ipari nagyüzemek, mint a Lehel Hűtőgépgyár és az Aprítógépgyár, amelyek a lakosságnak több munkalehetőséget és jobb megélhetési biztonságot jelentettek. A szocializmus évtizedeiben egy kifejezetten jól prosperáló város volt Jászberény. A város sokat köszönhetett a Lehel Hűtőgépgyár igazgatójának Gorjanc Ignácnak, aki befolyását kihasználva tartotta többször is a gyár forrásait a városban. Neki köszönhetően Jászberény az utóbbi évtizedekben sokat fejlődött.
A rendszerváltás utáni időszakot kifejezetten jól viselte, melyre magyarázatot a kedvező privatizációs partnerekben találhatjuk. Az északi (svéd, finn) érintettekkel is foglalkozó vállalati felvásárlásokat nem követték gyárbezárások, mindössze szervezeti átalakítások. Az időszak vállalatelméleti szempontból a kiszervezések aranykora. A továbbműködő vállalatok jelentős megrendelőként voltak jelen, melyek lehetővé tették beszállító cégek kialakulását. Ilyen beszállító volt a mára hazánk egyik legnagyobb családi cégévé terebélyesedő Jász-Plasztik Kft. is. A kedvező körülmények hatására az országszerte akkortájt jellemző munkanélküliség helyett már a 2000-es évek elején munkaerőhiány alakult ki a városban. Bár az ekkortájt vizionált további fejlődés nem valósult meg, a város, illetve tágabban a Felső-Jászság ma is a vármegye gazdasági központja Szolnok mellett.

### Érdekességek
2012-ben itt mérték a legalacsonyabb éves csapadékmennyiséget. Ebben az évben mindössze 324,5 mm csapadék hullott.
2016. nyarán bemutatásra került a "JÁSZOK" történelmi táncjáték, ami feldolgozza a jászok történelmét.

## Címere

A város címere

A város címerének alapját egy álló, halfarkú reneszánsz pajzs adja, melynek kék mezejében hurkot formázó aranyos szíjon hangtölcsérével balra forduló arany jelkürt lebeg. A pajzs felső élén szembeforduló, vörös bélésű, aranyos szegélyű, aranyos hálódíszítésű és pántozatú tornasisak helyezkedik el, nyakában arany szalagon arany medalionnal. A sisakot kettős abroncsú, ötágú, gyöngyökkel dúsan ékesített arany leveleskorona díszíti. A korona felett található a sisakdísz, mely egy balról jobbra nyúló arannyal mintázott fekete páncélzatú vágott jobb kar, kezében balra megdőlt arany kettős-keresztettel. A képet pedig két oldalról foszlányok díszítik, a jobb oldali kék és arany, míg a bal oldali vörös és ezüst színekben pompázik.
A jelkép megalkotói elfogadva a heraldika azon alapelvét, hogy a címer minél egyszerűbb, annál patinásabb, egyetlen motívumot, az ún. jász-kürtöt helyezték pajzsukra. A kürt több évszázada a jászok és jászság jelképévé vált. A mindenkori jászkapitány méltóságjelvényének számított. A kürt körül lévő kék mező idézi a végtelen térséget, melyen hajdan a jászok pásztorai, gulyásai, csikósai legeltettek, s amely a török időkben tovább bővült az elpusztult, elnéptelenedett falvak területével, határaival.
A kék egyébként, mint a vizek jellegzetes színe, ugyanakkor megjeleníti a régi határ vizenyős, mocsaras területeit, a Zagyva és Tarna folyókat és az Ágó-patakot is.
Jászberény az Alföld léptékével mérve is jelentős hagyományőrző múlttal rendelkezik. A kalandozó magyarok előtt éppúgy tisztelegnek itt, mint ahogy a török-kor harcosainak emléket állítanak. A jászkun huszár szobra éppúgy hirdeti itt az ezeréves dicsőséget, mint a gyászt és nem múló kegyeletet, a világháborúkban elesett honvédek részére. A sisak tehát joggal díszíti e nemes város címerét.
A korona azt fémjelzi, hogy Jászberény a XIV. század közepe óta a jászság egyik központja, kora közigazgatása szerint széke. A török időkben khászvárosként befogadta, oltalmazta a környék idemenekült népességét, de felidézi a redemptus öntudatot is.
A páncélos jobbkar szimbolikusan felidézi, hogy a kolletív nemesi jogokkal rendelkező jászok és kunok a XIII. század második felétől a XV. század elejéig a királyi haderő meghatározó elemei voltak, de keményen kivették részüket a későbbi honvédő háborúkból is csakúgy, mint nemzeti szabadságharcokból. A Jászkun kerület által kiállított huszárok évszázadokig Európa-szerte híresek voltak.
A páncélos kézben lévő kettős kereszt kifejezi a kereszténység védelmében kifejtett harci tevékenységet, de utal a keresztény hitre térés után itt épült középkori templomra, az 1472-ben idetelepült kolostoralapító ferencesekre, a török kiűzése után egyházaikat újjáépítő, hívő helyi lakosokra és a mai hívekre egyaránt.

## Közigazgatás és politika

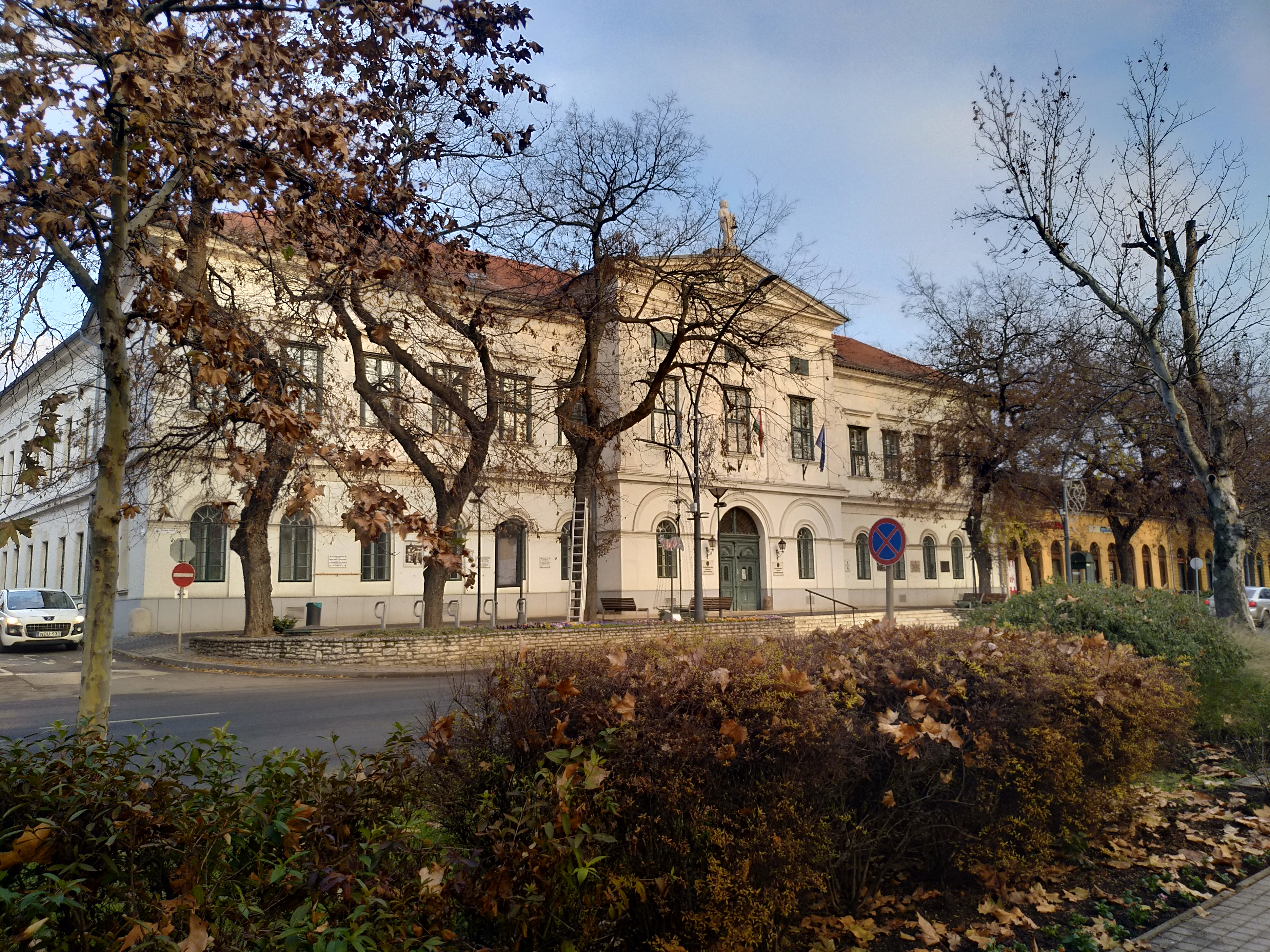
A Városháza épülete ősszel

A helyi önkormányzatairól szóló 2011. évi CLXXXIX. törvény szerint, a helyi önkormányzás a helyi közügyek önálló, demokratikus intézése, a helyi közhatalomnak a lakosság érdekében történő gyakorlása. A helyi önkormányzás joga az érintett választópolgárok közösségét illeti meg. A helyi önkormányzat felett a kormány csak ellenőrzési jogkört gyakorolhat. Helyi közügyet csak kivételesen és csak törvény utalhat más szervezet feladat és határkörébe. Az önkormányzati feladatok ellátását a képviselő-testület és szervei biztosítják. A képviselő-testület szervei a polgármester, polgármesteri hivatal, jegyző, bizottságok és a részönkormányzat.
A helyi önkormányzat a törvények keretei között, saját felelősségére, önállóan szabályozza és igazgatja a feladat- és hatáskörébe tartozó helyi közügyeket. Az önkormányzat a közügyek intézése során kötelező és önként vállalt feladatokat lát el. A kötelező feladatok ellátásáról való gondoskodás az önkormányzat kötelessége, nagyságától, teherbíró képességétől függetlenül. Ez a gyakorlatban azt jelenti, hogy az önkormányzatnak gondoskodnia kell arról, hogy a lakosok hozzájussanak a törvényben felsorolt szolgáltatásokhoz: településfejlesztés, településrendezés, településüzemeltetés (köztemetők kialakítása és fenntartása, a közvilágításról való gondoskodás, kéményseprő-ipari szolgáltatás biztosítása, a helyi közutak és tartozékainak kialakítása és fenntartása, közparkok és egyéb közterületek kialakítása és fenntartása, gépjárművek parkolásának biztosítás), egészségügyi alapellátás, környezet-egészségügy (köztisztaság, települési környezet tisztaságának biztosítása, rovar- és rágcsálóirtás), óvodai ellátás, kulturális szolgáltatás (nyilvános könyvtári ellátás, filmszínház, előadó-művészeti szervezet támogatása, a kulturális örökség helyi védelme, a helyi közművelődési tevékenység támogatása), gyermekjóléti szolgáltatások és ellátások, lakásgazdálkodás, hajléktalanná vált személyek ellátásának és rehabilitációjának, valamint a hajléktalanná válás megelőzésének biztosítása, helyi környezet- és természetvédelem, vízgazdálkodás, vízkárelhárítás, polgári védelem, helyi adóval, gazdaságszervezéssel és a turizmussal kapcsolatos feladatok, a kistermelők, őstermelők számára – jogszabályban meghatározott termékeik – értékesítési lehetőségeinek biztosítása, ideértve a hétvégi árusítás lehetőségét is, sport, ifjúsági ügyek,  település közbiztonságának biztosítása, helyi közösségi közlekedés biztosítása, hulladékgazdálkodás, távhőszolgáltatás, és a víziközmű-szolgáltatás.
2010-ben az önkormányzati testület létszáma a 2010. évi L. törvény alapján 24-ről 15 főre csökkent. A helyi önkormányzat egy polgármesterből és 14 képviselőből áll. A 14 képviselői helyből, 10 egyéni választókerületi és 4 kompenzációs listás mandátum. A polgármestert a település összes választópolgára közvetlenül választja, míg a képviselőket csak az egyéni választókerületbe bejelentett választópolgárok választják meg közvetlenül. A kompenzációs listára a választó nem voksolhat, mert arról a mandátumokat az egyéni választókerületekben összesített töredékszavazatok (vagyis az egyéni választókerületben mandátumot nem szerző jelöltekre leadott érvényes szavazatok) arányában osztják ki. A polgármestert és a képviselőket az alkotmány értelmében 5 évre választják meg. A polgármester és az önkormányzati testület tagjai egyenlő szavazati joggal rendelkeznek.

### Városvezetők
| Városvezető                          | Városvezető                  | Párt                         | Időszak                      | Választás                    |
| Polgármesterek (1873 – 1950)         | Polgármesterek (1873 – 1950) | Polgármesterek (1873 – 1950) | Polgármesterek (1873 – 1950) | Polgármesterek (1873 – 1950) |
| ------------------------------------ | ---------------------------- | ---------------------------- | ---------------------------- | ---------------------------- |
|                                      | Pintér Mihály                | Szabadelvű Párt              | 1873 – 1879                  | 1873                         |
|                                      | Elefánthy Sándor             | Nemzeti Párt                 | 1879 – 1893                  | 1879                         |
|                                      | Koncsek István               | Nemzeti Párt                 | 1893 – 1896                  | 1893                         |
|                                      | Dr. Almásy László            | Szabadelvű Párt              | 1896                         | 1896                         |
|                                      | Török Aladár                 | Szabadelvű Párt              | 1896 – 1899                  | 1896                         |
|                                      | Czigány János                | Szabadelvű Párt              | 1899 – 1902                  | 1899                         |
|                                      | Koncsek István               | FNP                          | 1902 – 1914                  | 1902                         |
|                                      | Vavrik Endre                 | Független                    | 1914 – 1918                  | 1914                         |
|                                      | Friedvalszky Ferenc          | Egységes Párt                | 1918 – 1940                  | 1918                         |
|                                      | Dr. Pénzes Sándor            | Egységes Párt                | 1940 – 1945                  | 1940                         |
|                                      | Tóth György István           | MKP                          | 1945 – 1948                  | 1945                         |
|                                      | Beszteri Mihály              | FKgP                         | 1948 – 1950                  | 1948                         |
| Tanácselnökök (1950 – 1989)          |                              |                              |                              |                              |
|                                      | Kapás Rezső                  | MDP                          | 1950 – 1953                  | 1950                         |
|                                      | Faragó Sándor                | MDP                          | 1953                         | 1953                         |
|                                      | Simon Lukács                 | MDP                          | 1953 – 1954                  | 1953                         |
|                                      | Beszteri Mihály              | MDP                          | 1954 – 1955                  | 1954                         |
|                                      | Soós Pál                     | MDP                          | 1955 – 1957                  | 1955                         |
|                                      | Beszteri Mihály              | MSZMP                        | 1957                         | 1957                         |
|                                      | Bányai János                 | MSZMP                        | 1957 – 1970                  | 1957                         |
|                                      | Bojti János                  | MSZMP                        | 1970 – 1973                  | 1970                         |
|                                      | Kárpáti József               | MSZMP                        | 1973 – 1979                  | 1973                         |
|                                      | Dr. Buzás Sándor             | MSZMP                        | 1979 – 1990                  | 1979                         |
| Polgármesterek (1990-től napjainkig) |                              |                              |                              |                              |
|                                      | Dr. Magyar Levente           | SZDSZ                        | 1990 – 2006                  | 1990                         |
|                                      | Dr. Gedei József             | MSZP                         | 2006 – 2010                  | 2006                         |
|                                      | Dr. Szabó Tamás              | Fidesz                       | 2010 – 2019                  | 2010                         |
|                                      | Budai Lóránt                 | Jobbik                       | 2019 –                       | 2024                         |

2019-ben az október 13-án megtartott önkormányzati választás után, a polgármester-választás tekintetében nem lehetett a városban végeredményt hirdetni, a Fidesz kifogásai miatt. A választást ezért megismételték, s az új választáson, 2019. november 10-én Budai Lóránt, aki, minimális különbséggel ugyan, de már októberben is nyert, ezúttal nagy különbséggel szerezte meg a győzelmet.
A településen 2023. január 15-én időközi polgármester-választást (és képviselő-testületi választást) kellett tartani, mert az előző képviselő-testület október 17-én feloszlott. A polgármesteri tisztségért négy jelölt indult, akik közül a hivatalban lévő polgármester a szavazatok minősített többségének megszerzésével (67,24 %-os eredménnyel) magabiztosan erősítette meg pozícióját.

### A 2024-es önkormányzati választás eredménye
- A polgármester-választás eredménye[38]

| Jelölt neve       | Jelölő szervezet(ek) | Jelölő szervezet(ek)            | Szavazatok száma | Szavazatok aránya |
| ----------------- | -------------------- | ------------------------------- | ---------------- | ----------------- |
| Budai Lóránt      |                      | Közösen Jászberényért Egyesület | 8853             | 71,94%            |
| Hajnal-Nagy Gábor |                      | Fidesz – KDNP                   | 3453             | 28,06%            |
| Összesen          |                      |                                 | 12 306           | 100%              |

- A képviselőtestület-választás eredménye[1]

| Párt | Párt                            | Mandátumok | Képviselő-testület | Képviselő-testület | Képviselő-testület | Képviselő-testület | Képviselő-testület | Képviselő-testület | Képviselő-testület | Képviselő-testület | Képviselő-testület | Képviselő-testület | Képviselő-testület |
| ---- | ------------------------------- | ---------- | ------------------ | ------------------ | ------------------ | ------------------ | ------------------ | ------------------ | ------------------ | ------------------ | ------------------ | ------------------ | ------------------ |
|      | Közösen Jászberényért Egyesület | 11         | P                  |                    |                    |                    |                    |                    |                    |                    |                    |                    |                    |
|      | Fidesz – KDNP                   | 4          |                    |                    |                    |                    |                    |                    |                    |                    |                    |                    |                    |

### Országgyűlési képviselő
Az országgyűlési képviselők jogállását, a képviselők alapvető jogait és kötelezettségeit 2012. évi XXXVI. törvény szabályozza. Az országgyűlési képviselők választását a 2011. évi CCIII. törvény szabályozza. Az országgyűlési képviselőket a választópolgárok területi-perszonális elv alapján egyéni választókerületekben, általános és egyenlő választójog alapján, közvetlen és titkos szavazással, a választók akaratának szabad kifejezését biztosító választáson, sarkalatos törvényben meghatározott módon választják. Minden egyéni választókerületben (EVK) egy országgyűlési képviselő választható. A főváros és a települések több választókerületre oszthatók, ha ezt a jogosultak száma indokolja, a kerülethatárokat nem kell figyelembe venni.
Jászberény egy országgyűlési egyéni választókerülethez tartozik, a Jász-Nagykun-Szolnok megyei 2. sz.-hoz.
| Név        | Párt(ok)                                     | Párt(ok)    | Terminus | Választókerület                    | Megjegyzés                                   |
| ---------- | -------------------------------------------- | ----------- | -------- | ---------------------------------- | -------------------------------------------- |
| Pócs János |                                              | Fidesz-KDNP | 2014 –   | Jász-Nagykun-Szolnok megyei 2. sz. | A 2014-es országgyűlési választás eredménye: |
| Pócs János | A 2018-as országgyűlési választás eredménye: | Fidesz-KDNP | 2014 –   | Jász-Nagykun-Szolnok megyei 2. sz. |                                              |
| Pócs János | A 2022-es országgyűlési választás eredménye: | Fidesz-KDNP | 2014 –   | Jász-Nagykun-Szolnok megyei 2. sz. |                                              |

## Városrészek
Jászberény városa településfejlesztési koncepciója szerint az alábbi 10 városrészre bontható: Belváros, Kertváros, Érpart, Káposztáskert, Pelyhespart, Szentkúti városrész, Szent László városrész, Hűtőgépgyári városrész, Portelek, Külterület városrész.
A Belváros városrészben található a legtöbb kulturális, (Déryné Művelődési Központ, Lehel Film-színház, Jász Múzeum, Jászság Népi Együttes székháza, Malom Színház) oktatási (Nagyboldogasszony Kéttannyelvű Katolikus Általános Iskola és Gimnázium, JKI Belvárosi Általános Iskola – Székely Mihály Tagintézmény, Lehel vezér Gimnázium, Klapka György Szakközép- és Szakiskola Általános Iskola és Speciális Szakiskola, Palotássy János Zeneiskola) és a legfőbb közintézmények, mint a központi Posta, az Ügyészség, a Bíróság és a Városháza.  A városrészben találhatóak a városban bankfiókkal rendelkező (OTP, MBH, K&H, Erste) bankok kirendeltségei is.
A Kertvárosban, Érparton, Káposztáskertben, Pelyhesparton, Szentkúti városrészben, Szent László városrészben, Hűtőgépgyári városrészben, illetve Portelek esetén is a lakófunkció tekinthető dominánsnak.
A Külterület városrész esetében az agrártermelés domináns. Ezen belül kivételnek tekinthető a városrészhez tartozó, annál viszont sűrűbben beépített Neszűr területe is, ahol ugyancsak a lakófunkció tekinthető dominánsnak.

## Vallás

### Római katolikus egyház

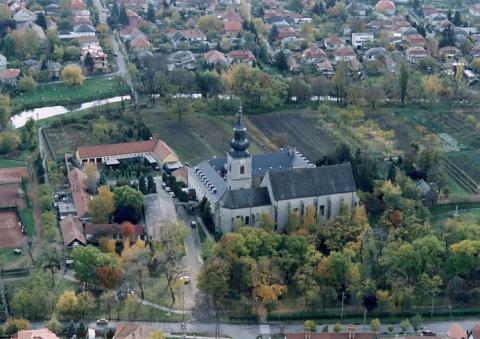
Az 1472-ben épült jászberényi ferences templom és kolostor

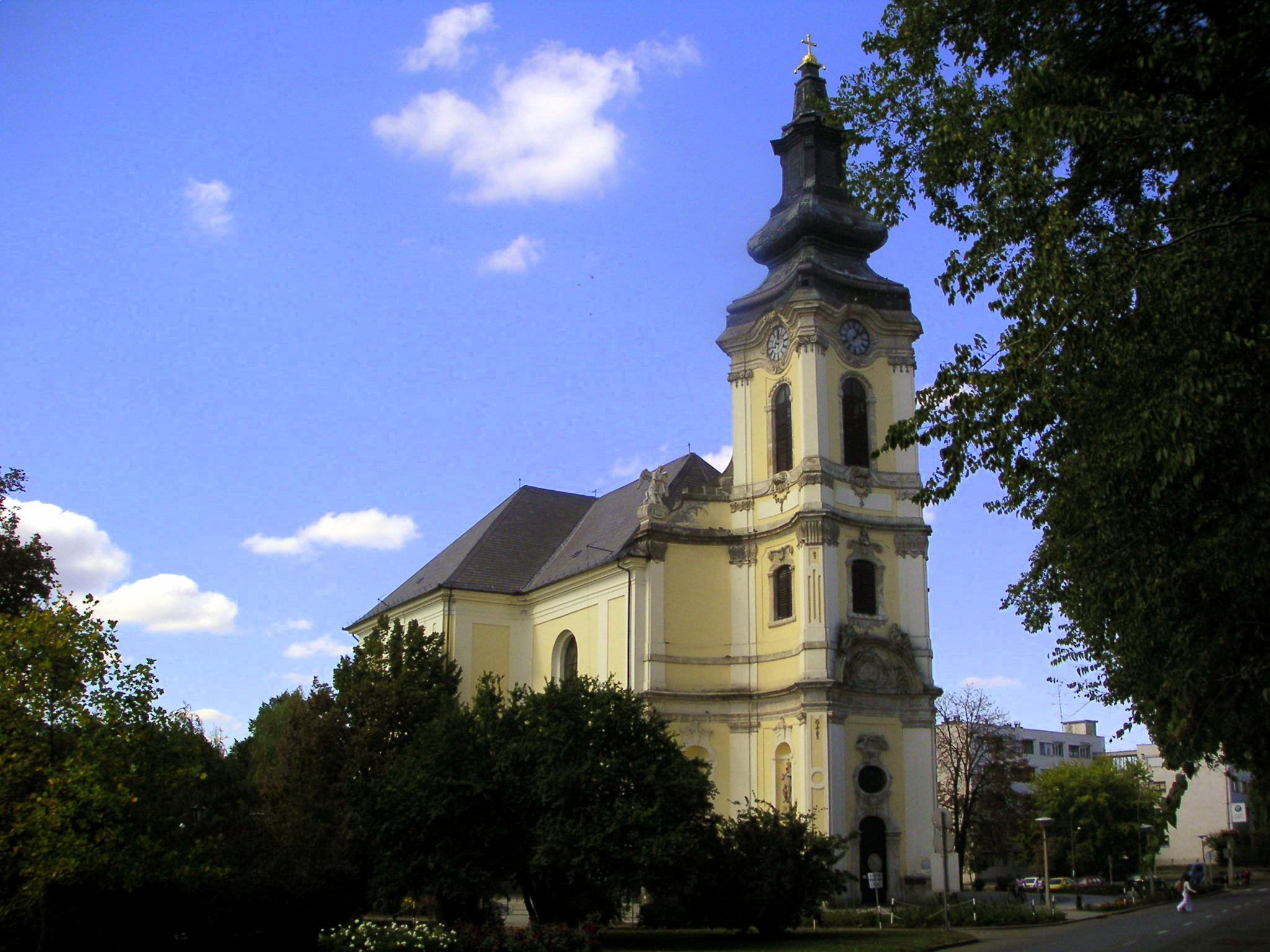
A nagytemplom a város közepén

A 13–14. században ide érkezett jászokat (akik között ún. pogányok, és görögkeleti vallásúak is voltak) többször is megpróbálták a római katolikus hitre téríteni a különböző szerzetesrendek, de egy jó ideig sikertelenül. I. (Nagy) Lajos és Zsigmond király egyaránt megpróbálkozott állandó plébániák alapításával a jász szállásokon, több-kevesebb sikerrel. Véglegesen csak a ferences szerzeteseknek sikerült a római katolikus hitet megszilárdítani közöttük, I. (Hunyadi) Mátyás király (1458-1490) uralkodása alatt. A térítésben elért sikereik jutalmául a pápa beleegyezett, hogy az 1472-re felépült jászberényi ferences templomot és rendházat birtokukba vegyék (bár az ekkor már működő plébánia jogai nem csorbulhattak ezáltal). A török időkben többször is előfordult, hogy a lakosság hitéletét (az elmenekült plébánosok helyett) a városban bujkáló ferences szerzetesek gondozták. A város egyház-igazgatási szempontból mindig is az egri püspökséghez tartozott. A jászok kiváltságai közé tartozott, hogy papjaikat (plébánosaikat) mindig maguk választhatták meg.
Jelenleg az Egri főegyházmegye (érsekség) Jász-Kun Főesperességének Jászberényi Esperesi Kerületébe tartozik. A római katolikus egyház a városban általános iskolát is működtet. A városban több plébánia is működik:

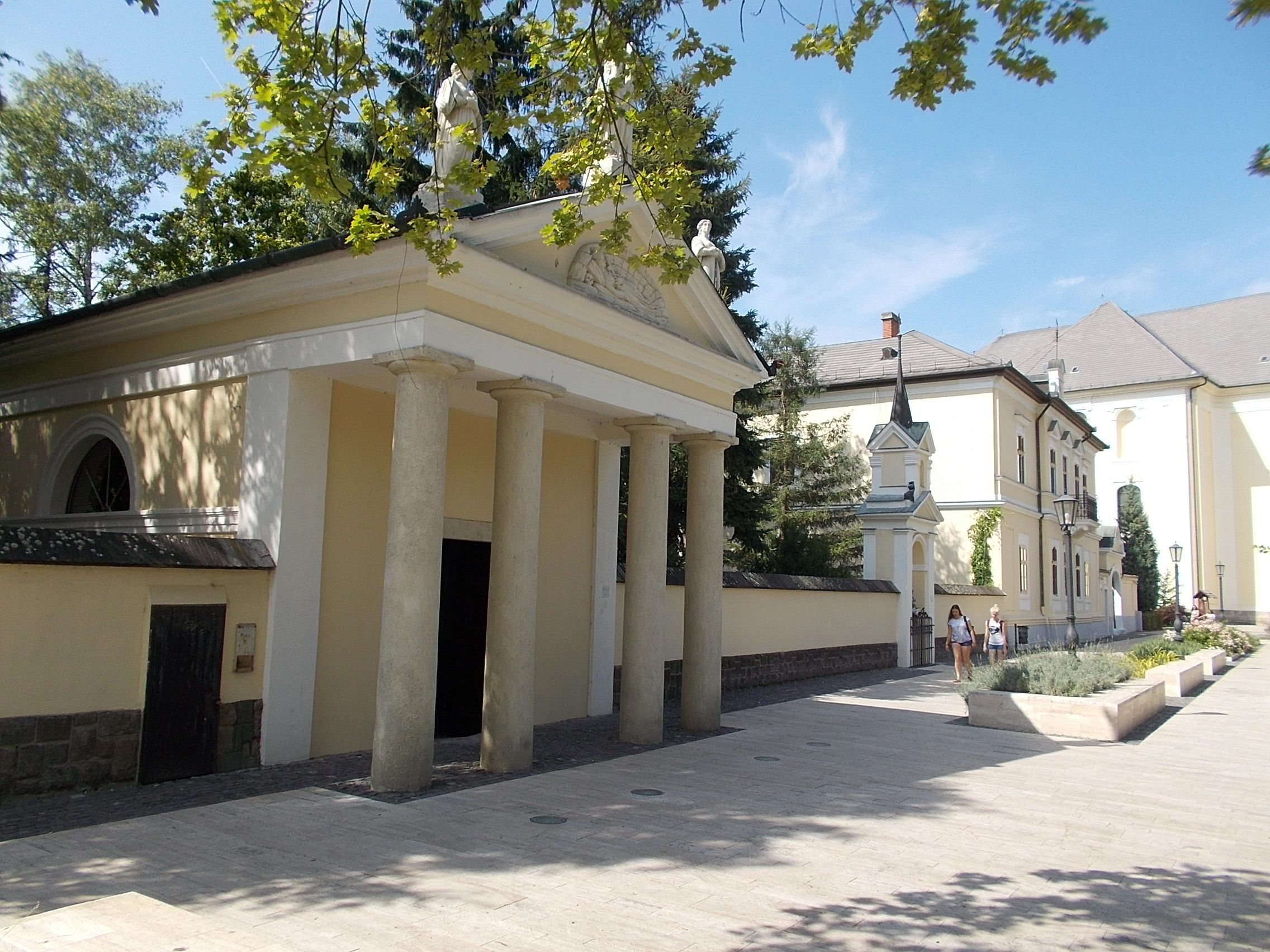
Előtérben a Szent Rozália kápolna

- Jászberény I. Főplébánia. A főtemplom titulusa: Nagyboldogasszony. Filiaként hozzá tartozik a hajtai Szent István király-, a négyszállási Május királynője-, a homoki Szentháromság-kápolna, a meggyespelei Szentlélek-iskolakápolna, a szelei úti Szent Péter és Pál-iskolakápolna, a peresi Kisboldogasszony-kápolna, és a főtemplom melletti Szent Rozália fogadalmi kápolna.
- Jászberény II. A templom titulusa: Jézus Neve. Ez a 15. században épült ferences templom és kolostor, amely 1944-ben emelkedett plébánia rangjára. Filiaként a templom melletti Porciunkula-kápolna tartozik hozzá.
- Jászberény-Szentkút. A templom titulusa: Szűz Mária neve. A 18. században felfakadt forrás (ún. Szentkút) mellé épült. 1946-tól plébánia.
- Jászberény-Portelek. A templom titulusa: Jézus mennybemenetele. A városhoz tartozó, de attól kb. 10 km-re fekvő településrészt látja el, amely 1928 óta lelkészség, 1950 óta plébánia.

### Görögkatolikus egyház
A Szórvány Helynökség Szolnoki Paróchiájához tartoznak a város görögkatolikus vallású lakosai.

### Református egyház
A reformáció 1541-ben jelent meg a városban, amikor Dévai Bíró Mátyás hirdetett igét az itt élőknek. Az áttérés az új hitre olyan tömegű volt, hogy 1553-ra közigazgatásilag ketté is szakadt a város: a római katolikus részt Jászvárosnak, a református részt Magyarvárosnak hívták (a két rész csak 1588-ban egyesült újra). A 16. század második felében virágzó református hitélet alakult ki a településen. Több híres reformátor is tevékenykedett ebben az időben a városban: pl. Béllyei Tamás (Szegedi Kis István veje) vagy éppen Skaricza Máté. A 17. század során az ellenreformáció hatására a reformátusok visszaszorultak. A 18. század végén, II. József türelmi rendelete után kapott új lendületet az egyházközség fejlődése.
Jászberény református lakosai a Dunamelléki Református Egyházkerület (püspökség) Délpesti Református Egyházmegyéjébe (esperesség) tartoznak, és önálló anyaegyházközséget alkotnak.

### Evangélikus egyház
Az Északi evangélikus egyházkerület Dél-Pest Megyei Egyházmegyéjében lévő Szolnoki Evangélikus Egyházközséghez tartozik, mint szórvány.

### Baptista Gyülekezet
Jászberényben a baptista egyház is jelen van, közösségi házat és imaházat is fenntartanak.

### Krisztus Szeretete Egyház
Jászberényben az 1990-es évek óta működik a  KSzE helyi gyülekezete.

## Kultúra

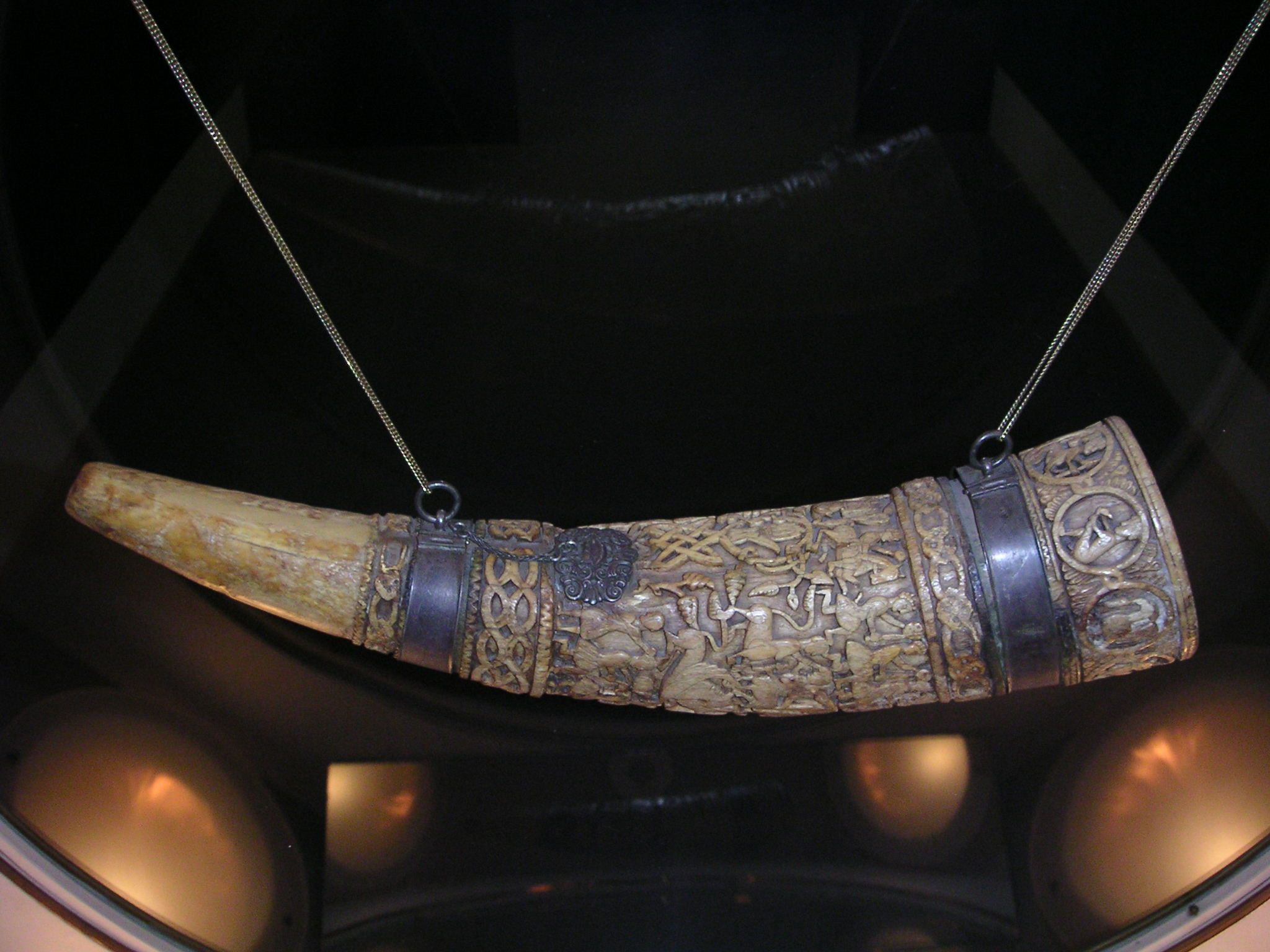
A Jász Múzeumban örzött Lehel kürtje

Jászberény kulturális élete élénk. A városban működik a nemzetközi hírű Jászság Népi Együttes, a Lehel Társastánc Klub, a Palotásy János Vegyeskar, a Székely Mihály Kórus és a Vasas Kórus. Itt rendezik meg minden évben a Nemzetközi Táncház és Zenésztábort, a Csángó Fesztivált, az Országos Mézvásárt és a Jászberényi Nyár programjait. 2019-től új rendezvénnyel bővűlt a város, egy kiemelkedő gasztro-eseménnyel, a Jász Kolbásztöltő Fesztivállal.
A Vasas Kórus 2006-ban felvette Déryné nevét, így ötvenéves jubileumukat már Déryné Vegyes Kar néven ünneplik.
Kortárs művészeti szempontból jelentős esemény az 1991 óta a Tanítóképzőben megrendezésre kerülő ART Camp Nemzetközi Művészeti Szimpózium, melynek része egy kortárs képzőművészeti tábor is. Képzőművészetileg jelentős az állandó kiállítással rendelkező Hamza Múzeum is. Állandó kiállítással rendelkezik még a Szikra Galéria, amely a 2013-as Jász Világtalálkozó alkalmából nyílt meg; gyűjteményében jász festők képei, illetve korabeli bútorok tekinthetők meg.
Jászberényhez köthető, hazánk elismert rappere Ogli G, egyik legismertebb dala a Pénteken Berényben.

## Sportélete
A város aktív sportéletét mutatja, hogy sportolói számos európai és országos aranyérmet gyűjtöttek be különféle sportágakban (például küzdősportokban, görkorcsolyában, jégkorongban stb.).
A városban egyesületi szinten űzhető sportok:
- Néptánc (Jászság Népi Együttes)
- Triatlon (Jászberényi Triatlon Egyesület)
- Taekwon-do (Kondor ITF Taekwon-do Klub)
- Karate (Yakuzák SE)
- Kosárlabda (Jászberényi KSE)
- Röplabda (Jászberényi Röplabda Klub)
- Labdarúgás (Jászberényi FC)
- Jégkorong (Jászberényi Lehel HC)
- Kézilabda (Jászberényi TF DSE)
- Ju-jitsu (Jászsági Harcművészeti Akadémia, Koko Fight Club)
- Társastánc (Lehel Melody TSE)
- Baseball (Jászberényi Baseball és Softball Club)
- Lovaglás (Jászberényi LBKSE)
- Aerobik és hip-hop (Dance Fitness SE)

## Népesség
Jászberény lakónépessége 2022. október 1-jén 26 115 fő volt, ami Jász-Nagykun-Szolnok vármegye össznépességének 7%-át tette ki. A 2011-es népszámlálás óta 972 fővel csökkent a város lakosság száma. Ebben az évben az egy km²-re jutó lakók száma, átlagosan 118 ember volt. Jászberény népesség korösszetétele igen kedvezőtlen. 2022-ben a város lakónépességének a 13%-a 14 évnél fiatalabb, míg a 65 éven felülieké 23% volt. 2022-ben a férfiaknál 71,1, a nőknél 78,1 év volt a születéskor várható átlagos élettartam. A legmagasabb befejezett iskolai végzettség szerint az érettségi végzettséggel rendelkezők élnek a legtöbben a városban 7679 fő, utánuk a következő nagy csoport a diplomával rendelkezők 5009 fővel. 2022-ben a 6 évnél idősebb népesség 81%-nál volt internet elérési lehetősége. A népszámlálás adatai alapján a város lakónépességének 6,4%-a, mintegy 1674 személy vallotta magát valamely kisebbséghez tartozónak. A kisebbségek közül cigány, ukrán és szerb nemzetiségűnek vallották magukat a legtöbben.
A 19. század utolsó harmadától Jászberény lakosságszáma egyenletesen növekedett, egészen 1920-ig. Az 1920-as éveket követő gazdasági pangásnak köszönhetően a város népessége megtorpant és csökkenni kezdett. 1950-től kezdett ismét lassan növekedni a népesség, egészen 1980-ig. A legtöbben 1980-ban éltek Jászberényben 31 402 fő. A 80-as évektől, egészen napjainkig csökken a város népességszáma, ma már kevesebben laknak Jászberényben, mint 1910-ben.
A 2022-es népszámlálási adatok szerint a magukat vallási közösséghez tartozónak valló jászberényiek túlnyomó többsége római katolikusnak tartja magát. Emellett jelentős egyház a városban, még a református.

### Iskolai végzettség
| Iskolai végzettség                | Iskolai végzettség               | Iskolai végzettség | Iskolai végzettség | Iskolai végzettség |
| --------------------------------- | -------------------------------- | ------------------ | ------------------ | ------------------ |
|                                   |                                  |                    |                    | fő                 |
| Általános iskolát nem végezte el  | Általános iskolát nem végezte el |                    | 2273               | 2273               |
| Általános iskola                  | Általános iskola                 |                    | 4642               | 4642               |
| Szakmunkás                        | Szakmunkás                       |                    | 4956               | 4956               |
| Érettségi                         | Érettségi                        |                    | 7679               | 7679               |
| Diploma                           | Diploma                          |                    | 5009               | 5009               |
| A 2022. évi népszámlálás szerint. |                                  |                    |                    |                    |

A 2001-es népszámlálási adatok alapján, Jászberényben a legmagasabb befejezett iskolai végzettség szerint az általános iskolai végzettséggel rendelkezők éltek a legtöbben 7922 fővel. Második legnagyobb csoport az érettségi végzettséggel rendelkezőek voltak 5808 fővel, utánuk következett az általános iskolai végzettséggel nem rendelkezők 5037 fővel, a szakmunkások végzettségűek 4956 fővel, végül a diplomások 2797 fővel.
A 2011-es népszámlálási adatok alapján, Jászberényben a legmagasabb befejezett iskolai végzettség szerint az érettségi végzettséggel rendelkezők éltek a legtöbben 6776 fővel. Második legnagyobb csoport az általános iskolai végzettséggel rendelkezők voltak 6244 fővel, utánuk következett a szakmunkás végzettséggel rendelkezők 5236 fővel, a diplomások 4158 fővel, végül az általános iskolai végzettséggel nem rendelkezőek 2922 fővel.
A 2022-es népszámlálási adatok alapján, Jászberényben a legmagasabb befejezett iskolai végzettség szerint az érettségi végzettséggel rendelkezők éltek a legtöbben 7679 fővel. Második legnagyobb csoport a diplomai végzettséggel rendelkezők voltak 5009 fővel, utánuk következett a szakmunkás végzettséggel rendelkezők 4956 fővel, az általános iskolai végzettségűek 4642 fővel, végül az általános iskolai végzettséggel nem rendelkezőek 2273 fővel.

### Etnikai összetétel
A 2001-es népszámlálás adatok szerint a város lakossága 28 203 fő volt, ebből 26 825 fő magyarnak, míg 216 fő cigánynak vallotta magát, azonban meg kell jegyezni, hogy a magyarországi cigányok (romák) aránya a népszámlálásokban szereplőnél lényegesen magasabb. 53 fő német és 8 fő román etnikumnak vallotta magát.
A 2011-es népszámlálás adatok szerint a város lakossága 27 087 fő volt, ebből 23 008 fő magyarnak vallotta magát, az adatokból az derül ki, hogy a magyarnak vallók száma jelentősen csökkent tíz év alatt, ennek egyik fő oka, hogy többen nem válaszoltak. Az elmúlt tíz év alatt, a nemzetiségiek közül a legjelentősebben a romák (511 fő), németek (94 fő) és a románok (52 fő) száma nőtt. A román nemzetiségűek száma meghétszereződött. A cigányok és a németek száma szinte megkétszereződött. A vármegyén belül, Szolnok után Jászberény a második olyan város, ahol a legtöbb magát románnak és arabnak valló nemzetiségi él.
A 2022-es népszámlálás adatok szerint a város lakossága 26 115 fő volt, ebből 22 624 fő magyarnak vallotta magát. Az elmúlt tizenegy év alatt, a nemzetiségiek közül a legjelentősebben az ukrán (1404 fő) és a szerbek (172 fő) száma nőtt, miközben jelentősen csökkent a cigányok (389 fő) és a németek (74 fő) száma. A népszámlálás adatai nem részletezi az el nem ismert nemzetiségeket, de a számuk jelentősen nőtt, 2011 óta 209 főről 704 főre. A vármegyén belül Jászberényben él a legtöbb magát ukránnak, szerbnek és románnak valló nemzetiségi.

### Vallási összetétel
Jászberény lakóinak vallási összetétele 2022-ben
A 2001-es népszámlálási adatok alapján, Jászberényben a lakosság több mint fele (77,9%) kötődik valamelyik vallási felekezethez. A legnagyobb vallás a városban a kereszténység, melynek legelterjedtebb formája a katolicizmus (72,2%). A katolikus egyházon belül a római katolikusok száma 20 256 fő, míg a görögkatolikusok 98 fő. A városban népes protestáns közösségek is élnek, főleg reformátusok (1 272 fő) és evangélikusok (83 fő). Az ortodox kereszténység inkább az országban élő egyes nemzeti kisebbségek (oroszok, románok, szerbek, bolgárok, görögök) felekezetének számít, számuk elenyésző az egész városi lakosságához képest (5 fő). Szerte a városban számos egyéb kisebb keresztény egyházi közösség működik. A zsidó vallási közösséghez tartózók száma 11 fő. Jelentős a száma azoknak a városban, akik vallási hovatartozásukat illetően nem kívántak válaszolni (11,5%). Felekezeten kívülinek a város lakosságának 10,1%-a vallotta magát.
A 2011-es népszámlálás adatai alapján, Jászberényben a lakosság több mint fele (56,2%) kötődik valamelyik vallási felekezethez. Az elmúlt tíz év alatt a városi lakosság vallási felekezethez tartozása jelentősen csökkent, ennek egyik oka, hogy sokan nem válaszoltak. A legnagyobb vallás a városban a kereszténység, melynek legelterjedtebb formája a katolicizmus (51%). Az elmúlt tíz év alatt, a katolikus valláshoz tartozók száma negyedével esett vissza. A katolikus egyházon belül a római katolikusok száma 13 760 fő, míg a görögkatolikusok 62 fő. A városban népes protestáns közösségek is élnek, főleg reformátusok (1 008 fő) és evangélikusok (35 fő).  Az ortodox kereszténység inkább az országban élő egyes nemzeti kisebbségek (oroszok, románok, szerbek, bolgárok, görögök) felekezetének számít, számuk elenyésző az egész városi lakosságához képest (10 fő). A zsidó vallási közösséghez tartózók száma 5 fő. Összességében elmondható, hogy az elmúlt tíz év során az ortodox egyházon kívül, minden más egyházi felekezetekhez tartozók száma jelentősen csökkent. Jelentős a száma azoknak a városban, akik vallási hovatartozásukat illetően nem kívántak válaszolni (30%), tíz év alatt számuk háromszorosára nőtt. Felekezeten kívülinek a város lakosságának 13,8%-a vallotta magát.
A 2022-es népszámlálás adatai alapján, Jászberényben a lakosság kevesebb mint a fele (42,7%) kötődik valamelyik vallási felekezethez. Az elmúlt tíz év alatt a városi lakosság vallási felekezethez tartozása jelentősen csökkent, ennek egyik oka, hogy sokan nem válaszoltak. A legnagyobb vallás a városban a kereszténység, melynek legelterjedtebb formája a katolicizmus (36,7%). Az elmúlt tíz év alatt, a katolikus valláshoz tartozók száma negyedével esett vissza. A katolikus egyházon belül a római katolikusok száma 9391 fő, míg a görögkatolikusok 112 fő. A városban népes protestáns közösségek is élnek, főleg reformátusok (1 022 fő) és evangélikusok (31 fő). Az ortodox kereszténység inkább az országban élő egyes nemzeti kisebbségek (ukránok, románok, szerbek, bolgárok, görögök) felekezetének számít, számuk az elmúlt 11 év alatt jelentősen nőtt (121 fő), a település harmadik legnagyobb gyülekezete lett. A zsidó vallási közösséghez tartózók száma 9 fő. Jelentős a száma azoknak a városban, akik vallási hovatartozásukat illetően nem kívántak válaszolni (46,8%). Felekezeten kívülinek a város lakosságának 10,6%-a vallotta magát.

## Híres jászberényiek

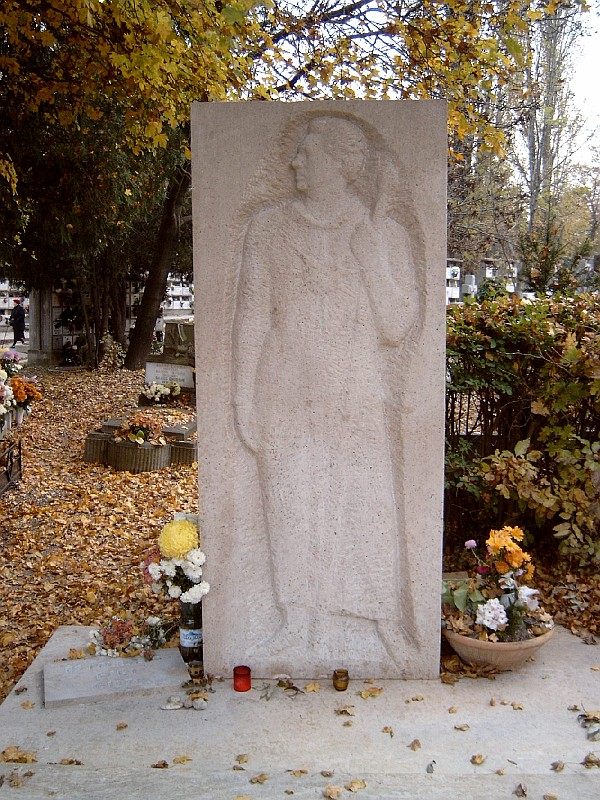
Székely Mihály sírja Budapesten

### Itt születtek
- 1793. december 23-án Déryné Széppataki Róza (1793-1872) színművésznő.
- 1821. április 8-án Palotásy János (1821-1878) lengyel származású zeneszerző, dalköltő, karnagy, kórus alapító.
- 1824. május 23-án Zirzen Janka, a hazai nőnevelés és tanítóképzés nagy alakja.
- 1852. október 23-án Hentaller Lajos politikus, publicista.
- 1859. január 23-án Beleznay Antal (1859-1915) karnagy, zeneszerző.
- 1862. gebruár 20-án Polgáry Géza festőművész.
- 1870. október 22-én Tarnay Alajos (1870–1933) zongoraművész, zeneszerző, a Zeneakadémia tanára.
- 1872. augusztus 12-én Olgyay Ferenc (1872–1939) festő.
- 1874. május 19-én Turcsányi Tihamér történész, gimnáziumi tanár.
- 1874. november 10-én Almásy Sándor jogász, politikus, a vármegye főispánja
- 1883. február 1-jén Bobory György magyar földbirtokos, magyar királyi titkos tanácsos, országgyűlési képviselő.
- 1899. szeptember 21-én Bertalan Albert (1899-1957) festőművész.
- 1902. június 8-án Prückler (Pórteleki) József a jászok régészeti neves kutatója.
- 1908. május 8-án és Budapesten 1963. március 22-én halt meg Székely Mihály operaénekes.
- 1910. március 16-án Gerevich Aladár (1910-1991) olimpiai bajnok kardvívó.
- 1917-ben Kovács Gyula (1917-1986) birkózó olimpikon.
- 1922. július 7-én Darázs Árpád (1922-1986) karnagy, zeneszerző, a Dél-Karolina Egyetem professzora, a Columbia Filharmonikus Zenekar vezetője.
- 1924. március 14-én Litkei József (1924. március 14. – Budapest, 1988. január 24.) festő, grafikus.
- 1925. szeptember 20-án Varga Károly karnagy, rádiós szerkesztő-riporter, zenei ismeretterjesztő, a magyar ének-zene pedagógusképzés neves tanára.
- 1927. szeptember 2-án Csík Tibor (1927-1976) olimpiai bajnok ökölvívó.
- 1933. április 30-án Paksy Gábor (1933-2017) magyar építészmérnök, urbanisztikai szakember.
- 1940. március 19-én Bakki József (1940-1981) zeneszerző, tanár, a Zeneművészeti Főiskola adjunktusa.
- 1944. május 26-án Székely Gábor Kossuth-díjas rendező, egyetemi tanár; a Budapesti Katona József Színház alapító tagja.
- 1945. március 27-én Jeles András filmrendező.
- 1947. január 4-én Bathó Ferenc közgazdász, egyetemi tanár, helyettes államtitkár, a magyar költségvetés „valódi ura” 1994–2010 között.
- 1947. október 21-én Sárközi István olimpiai bajnok labdarúgó (Mexikóváros, 1968), jobbszélső, jobb oldali középpályás.
- 1958-ban Mihályi Gábor, a Magyar Állami Népi Együttes művészeti vezetője.
- 1960. március 1-én Gál Tamás Liszt Ferenc-díjas karmester, érdemes művész
- 1962. szeptember 25-én Rékasi Károly színész.
- 1963. szeptember 25-én Horti Gábor sportkommentátor, sportriporter.
- 1964. február 8-án Badár Sándor színész, humorista.
- 1966. január 20-án Csomor Csilla magyar színésznő
- 1969-ben Kökény Róbert festőművész.
- 1972-ben Langó Péter régész.
- 1975. január 16-án Réz Lóránt orgonaművész.
- 1976. június 11-én Szaniszló Richárd klasszikus ütőhangszer- és dzsesszvibrafonművész.

## Természeti értékek
- A Zagyva folyó és árterülete
- A 117 hektáros Hajta-mocsár Természetvédelmi Terület.
- Zagyvamenti Természetvédelmi Terület.
- Borsóhalmi Természetvédelmi Terület.
- Sasközpont (Jászberény Hortobágyi Nemzeti Park Igazgatóság és Magyar Madártani Egyesület)

## Látnivalók

### Műemlékek, kultúra, épített környezet
Jászberény Jász-Nagykun-Szolnok vármegye műemlékekben leggazdagabb települése.[forrás?]

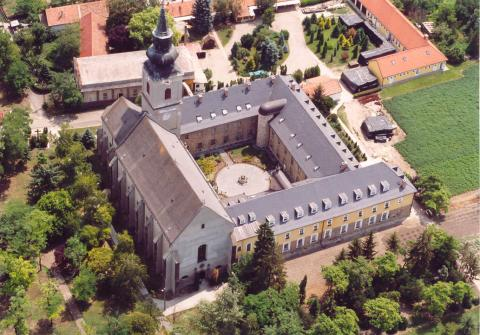
Ferences templom és rendház

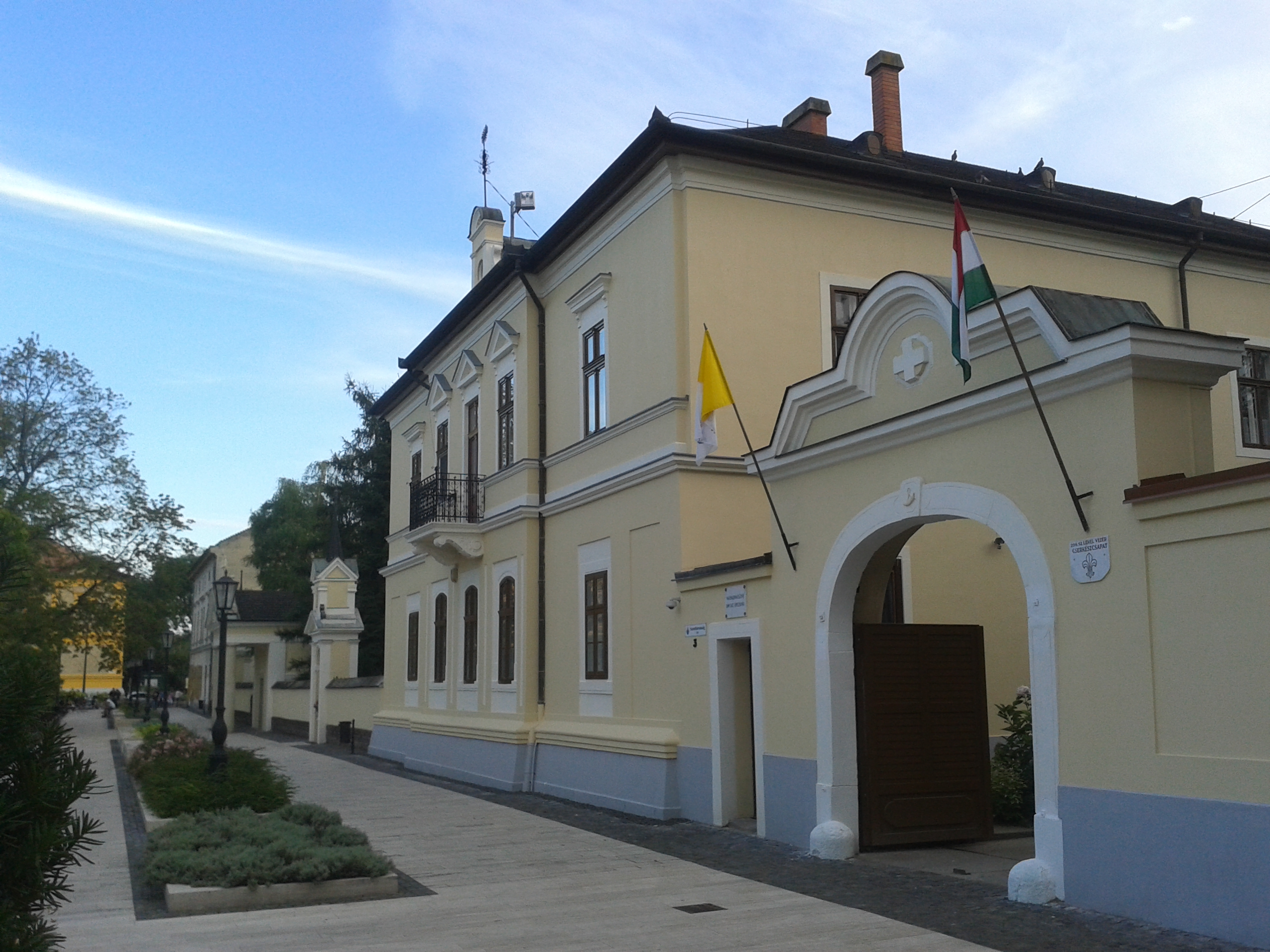
A főplébánia bejárata

#### Egyházi épített környezet
- A jászberényi ferences templom és kolostor: 1472-ben épült, gótikus stílusban. A török megszállás idején a törökök palánkvárrá alakították át. A 18. század folyamán barokk stílusban átépítették, de a templom külseje a mai napig őrzi gótikus stílusjegyeit.
- Római katolikus (Nagyboldogasszony-) főtemplom: Mayerhoffer András, majd Jung József tervei alapján épült a XVIII. század végén, barokk stílusban. A toronysisak tetején egy, a világon szinte egyedülálló ritkaság látható: a magyar Szent Korona tartja a keresztet. Az egyhajós, félköríves szentélyű épület belsejében a főoltár tabernákulumát Pollack Mihály tervezte 1805-ben. A főoltár képét Szoldatits Ferenc festette 1883-ban.
- Római katolikus főplébániaház: 1761-ben épült, barokk stílusban. Emeletessé alakították 1894-ben.
- Római katolikus (Rozália-)kápolna: 1839–1840-ben épült, klasszicista stílusban, Rábl Károly tervei alapján.
- Református templom: 1783-ban épült, késő barokk stílusban. Tornya 1863-ban épült.
- Ernyős Mária-szobor: 1728-ban készült, barokk stílusban. A Mária-szobor 1864-ben került az eredeti, a Szentháromság-szobor helyére.
- Porciunkula-kápolna: 1948-ban épült. Oltárképét Kontuly Béla festette.
- Mária-szobor: 1795-ben készült, barokk stílusban.
- Lourdes-i barlang.
- Kálvária: 1776-ban készült, barokk stílusban.
- Időjósló szentek hármas szobra. 1745-ben a város elöljárósága állíttatta a jászberényi szőlőskertek szélén. Európában egyedülállóan a szoborcsoportban Szent Orbán, Szent Donát és Szent Medárd alakja együtt jelenik meg.
- Juhász-kereszt: 1815-ben állíttatták a berényi juhászok, népies barokk stílusban.
- Szentháromság-oszlop: 1831-ben készült, késő barokk stílusban.
- Pálinkás-kereszt: 1759-ben készült, barokk stílusban. Jelenlegi helyére 1960-ban helyezték át. Felújították 2005-ben.
- Különös szépségűek az út menti keresztek, a festett szobrok: (Szent Vendel, Nepomuki Szent János) és a népi építészet még ma is fellelhető emlékei.
- Róma katolikus (szentkúti) templom: 1836–1842 között épült, klasszicizáló barokk stílusban. Barokkos tornya 1904-ben épült.
- Szentkúti kápolna: az 1747-ben felfakadt forrás fölé épült (a víz felszínén állítólag Szűz Mária képe jelent meg) 1892-ben.
- Szentkúti kálvária: 1750-ben készült, barokk stílusban. 1925-ben felújították.
- Cserőhalmi kálvária: 1760-ban készült, barokk stílusban.
- Meggyespelei római katolikus iskolakápolna.
- Hajtai római katolikus kápolna.
- Négyszállási római katolikus kápolna.
- Peresi római katolikus kápolna.
- Homoki római katolikus kápolna.
- Szelei úti római katolikus iskolakápolna.

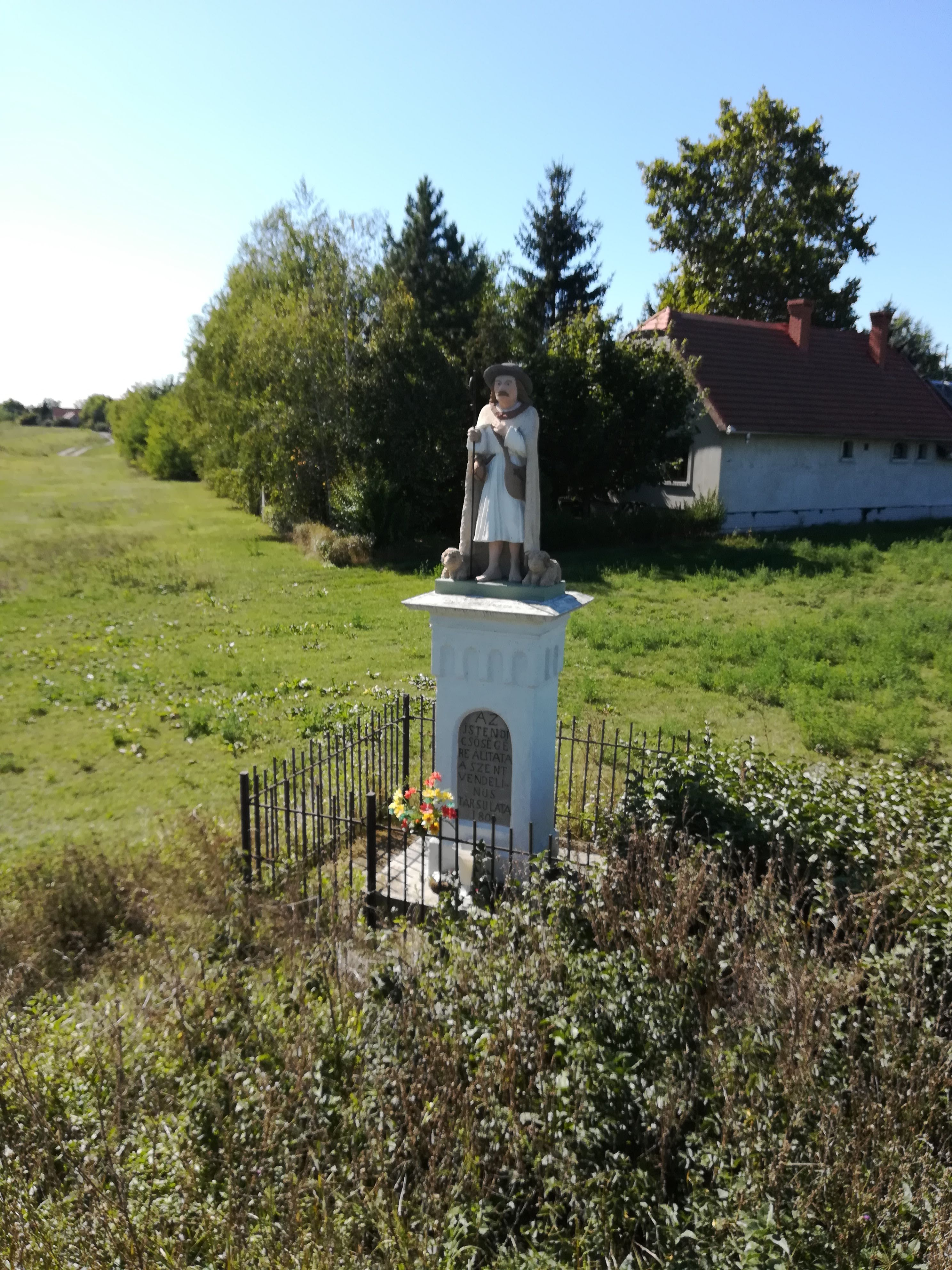
Szent Vendel festett szobra az 1800-as évekből
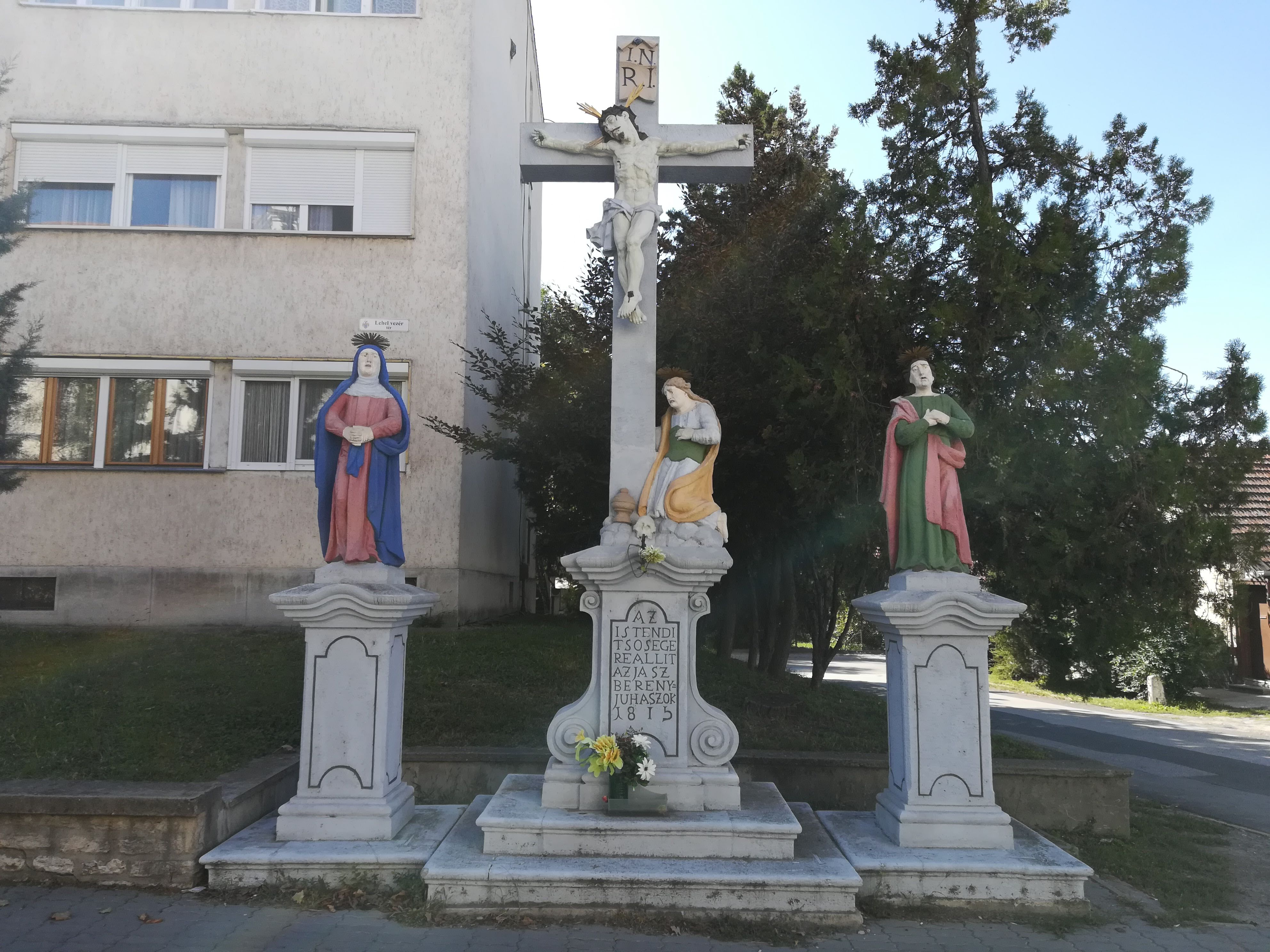
Festett feszület az 1800-as évekből a Nagyboldogasszony templom szomszédságában
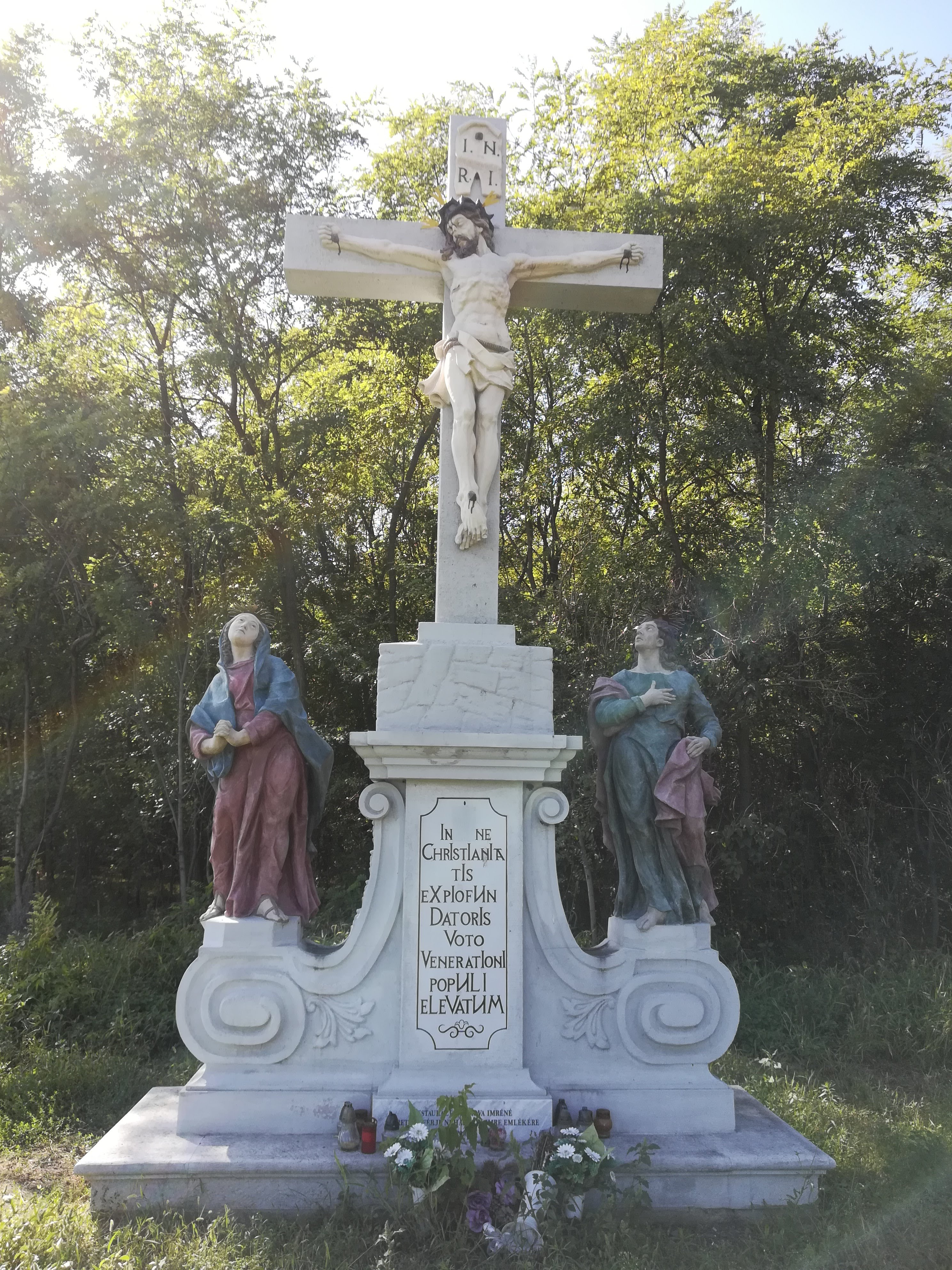
Festett feszület Jászberény határában, Nagykáta felé
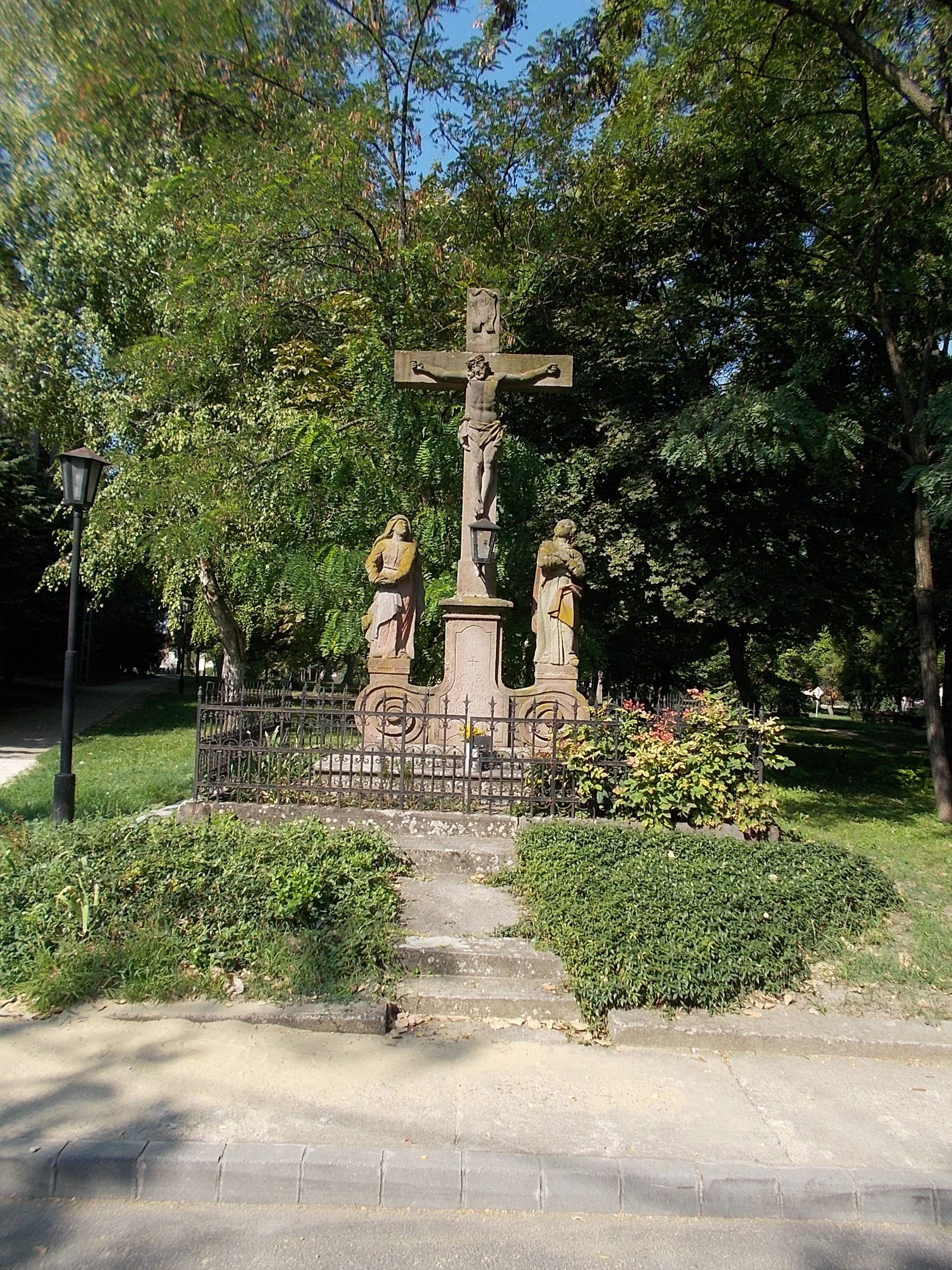
A Barát-páston található feszület

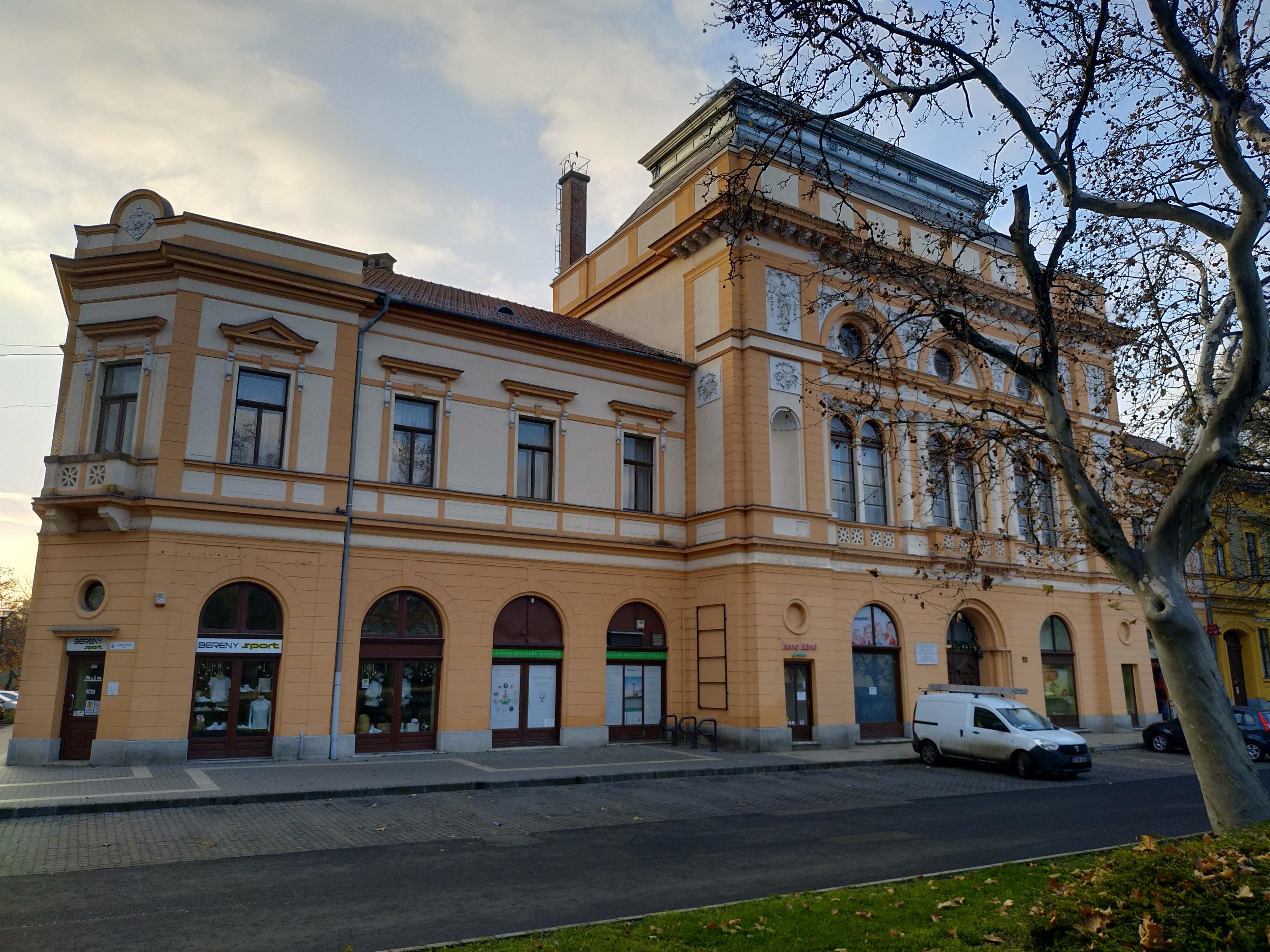
Déryné Rendezvényház

#### Világi épített környezet

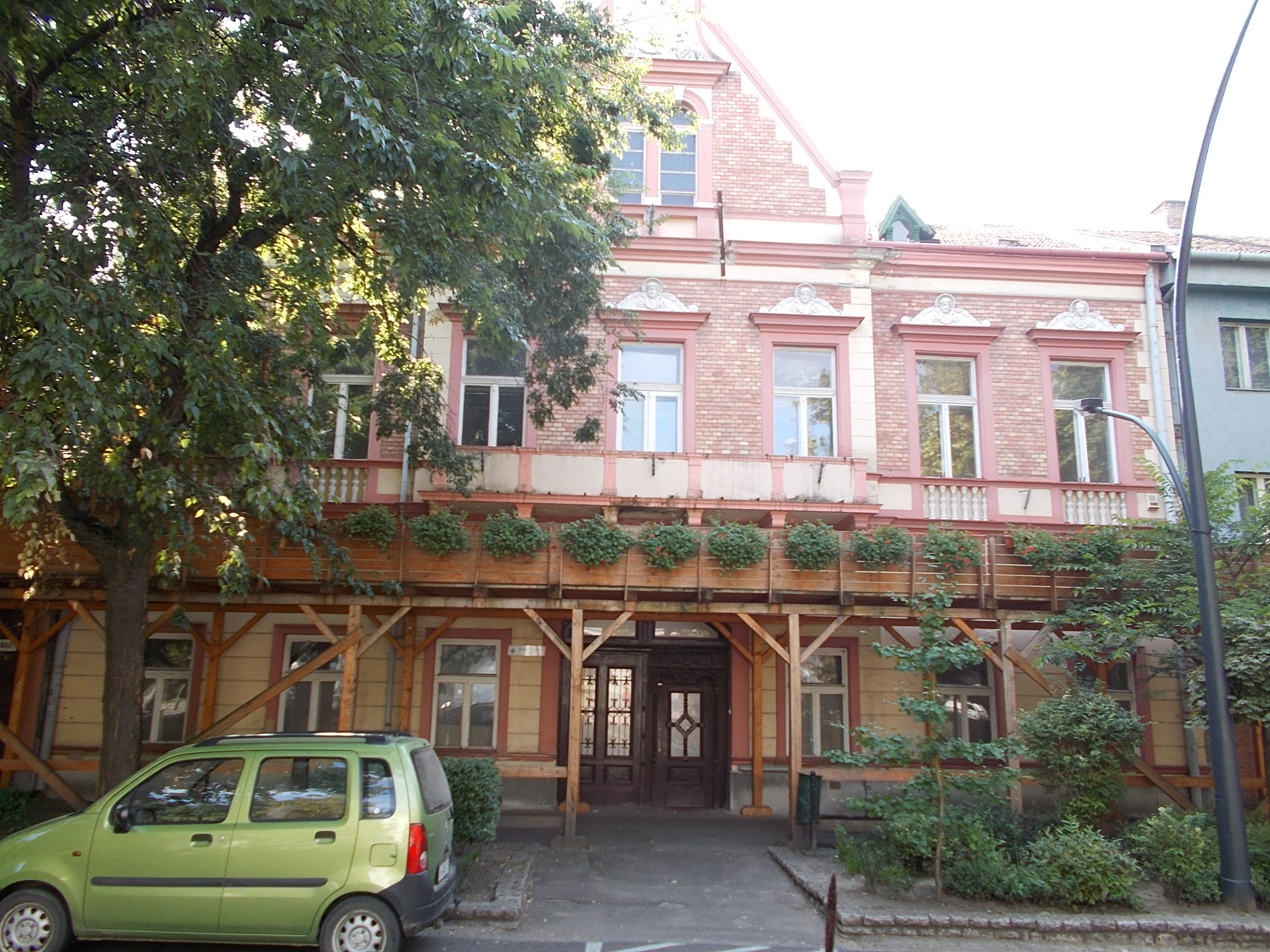
Bathó Palota

- Tanítóképző Főiskola (SZIE-ABK): 1930 -ban épült, neoklasszicista stílusban.

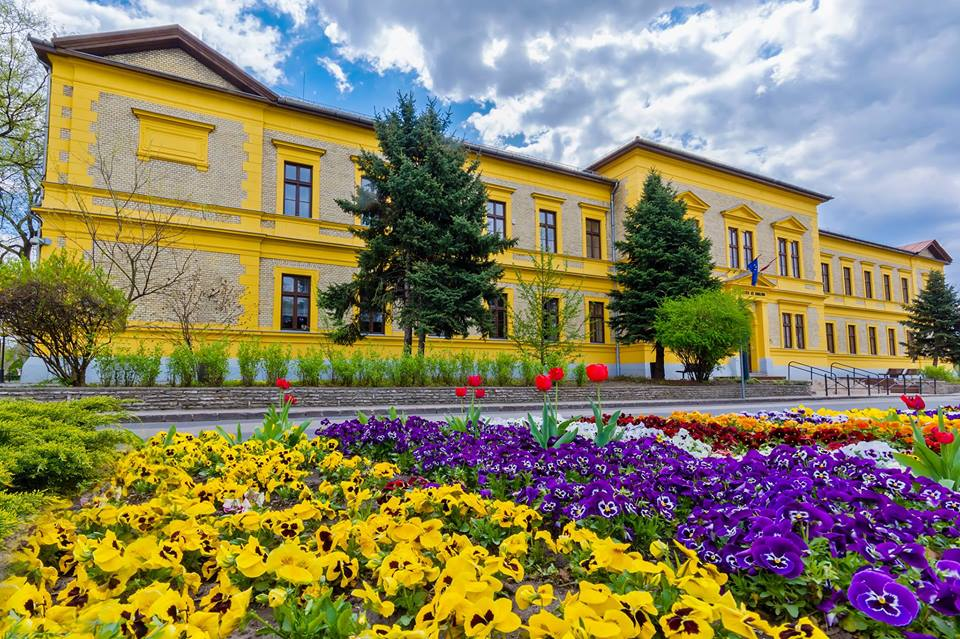
Lehel Vezér Gimnázium: mai épülete 1889-re épült fel.
- Az egykori Érseki Leánynevelő Intézet: A intézet épülete 1885-re épült fel neobarokk stílusban, az épület ma a Nagyboldogasszony Kéttannyelvű Katolikus Általános Iskola épületeként szolgál.
- Jászkun Kerületek Székháza : 1735-1741 között épült, barokk stílusban, Anton Erhard Martinelli tervei alapján. Klasszicista homlokzatát 1827 -ben kapta, Rábl Károly terve alapján.
- Városháza: Pollack Mihály terveinek felhasználásával Bedekovich Lőrinc végső tervei szerint épült klasszicista stílusban, 1839 -ben. 1912 –13 -ban és 1931 -ben új szárnyakkal bővítették.
- Déryné Művelődési Központ: Az egykori Lehel Szálló 1895 -ben épült, eklektikus stílusban.
- Jász Múzeum : 1842-ben épült, istállónak. Az ország egyik legrégebbi múzeuma 1874 -ben alakult, 1931 óta van a jelenlegi helyén. Itt őrzik Lehel kürtjét .
- A Jászkürt Fogadó: 1731-ben építtette a város. 2004 –2005 -ben felújították.
- Bathó-palota: 1895-ben épült romantikus stílusban. 2016-2018 között felújításra került.
- Hamza Múzeum : Hamza Dezső Ákos filmrendező képzőművészeti alkotásait és Lehel Mária divattervező rajzait mutatja be.
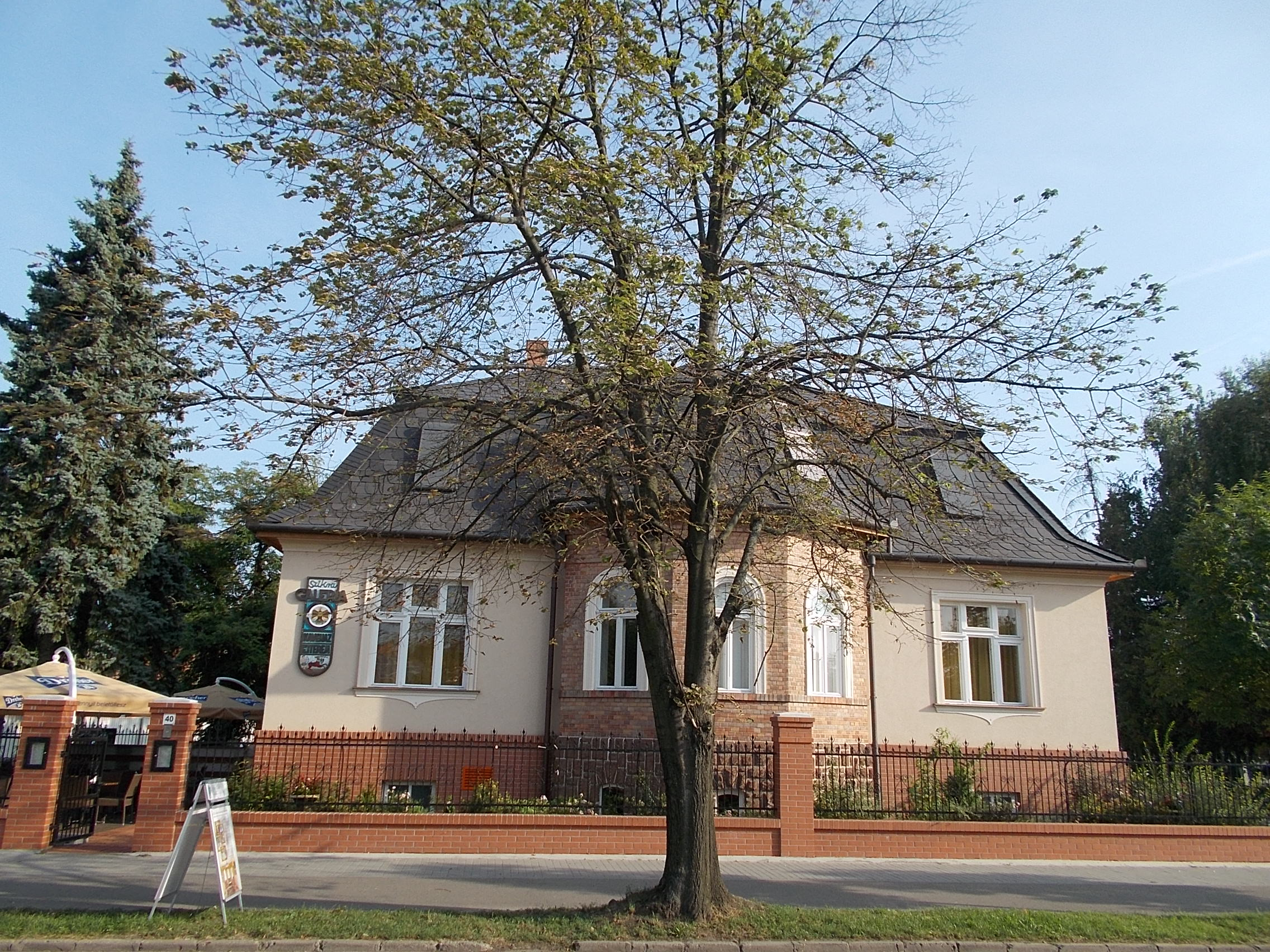
Szikra Galéria: 2013 . június 15-én nyílt meg a Jász Világtalálkozó alkalmából, jász festők képeit, illetve korabeli bútorokat mutat be.
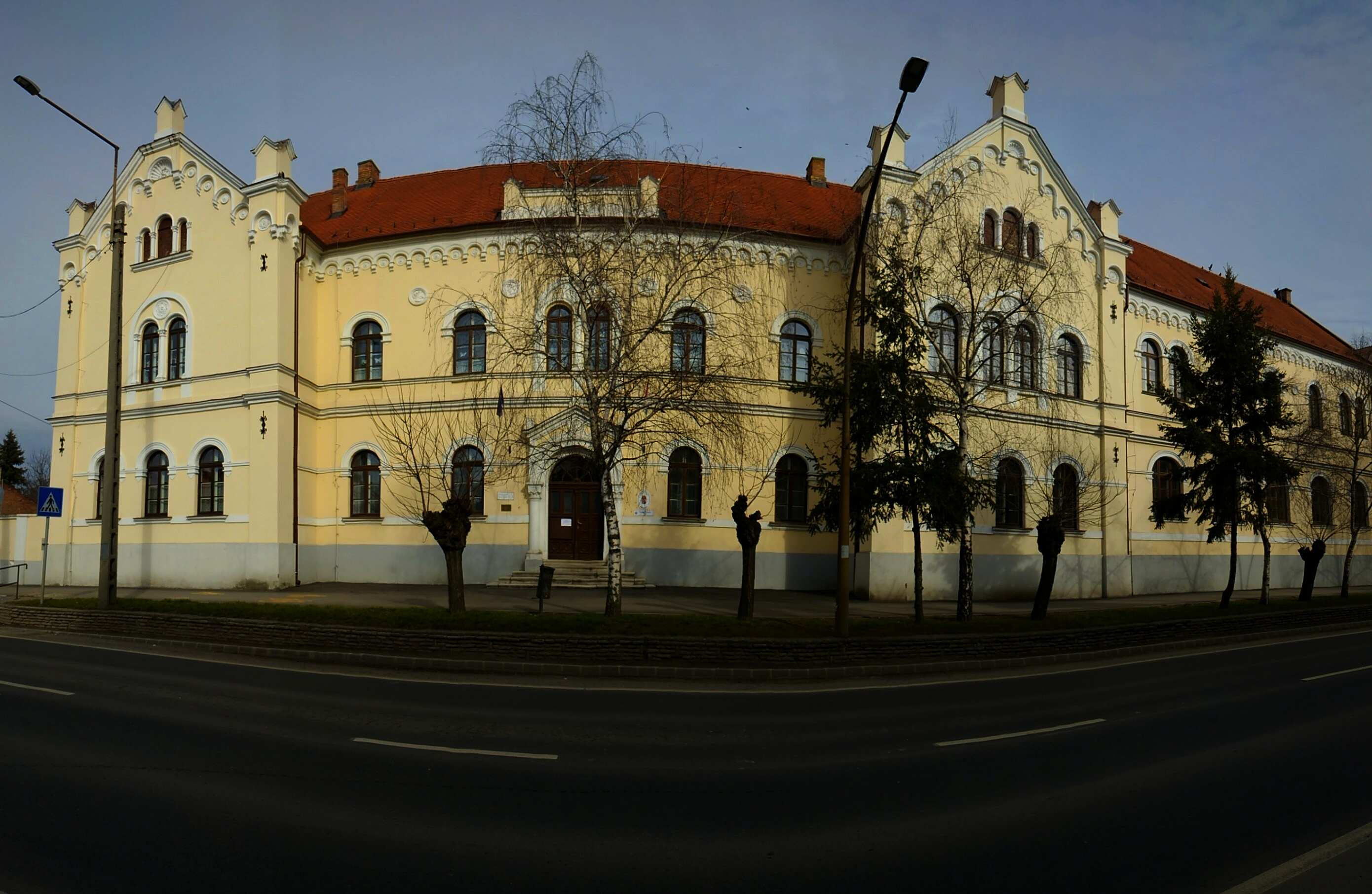
Az egykori Leánynvevelő Intézet
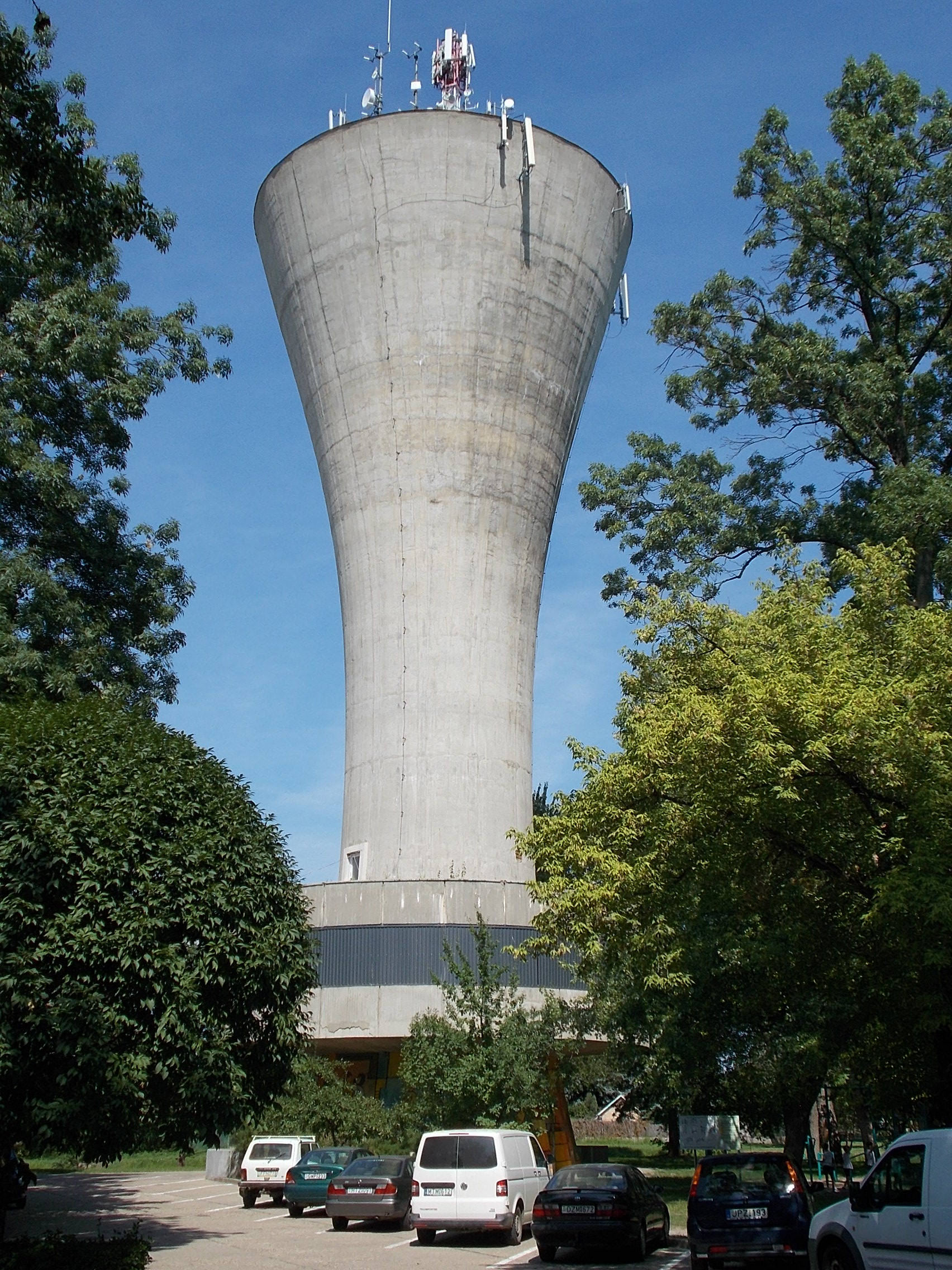
Víztorony
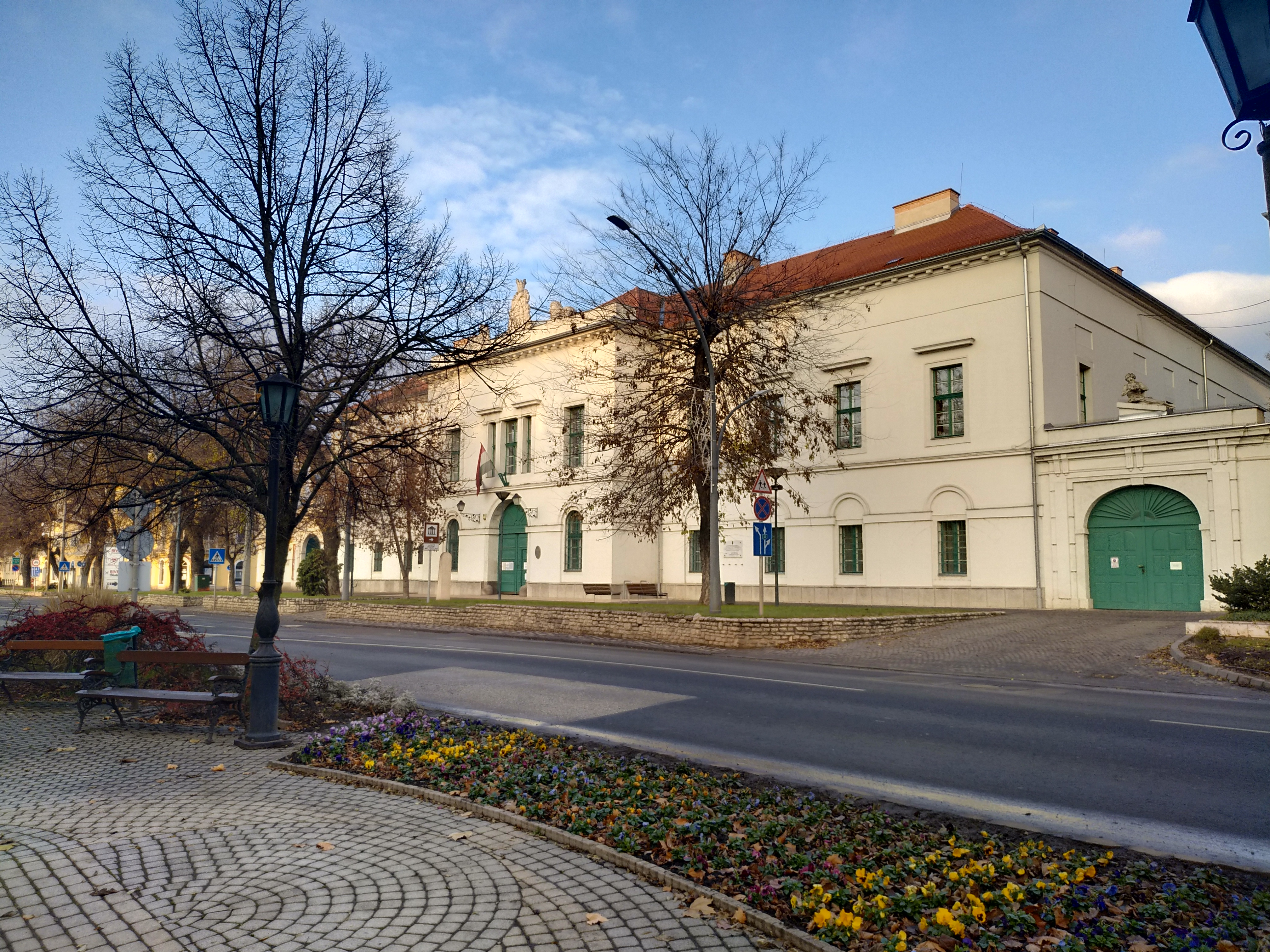
Az egykori Jászun Hármas Kerület Székháza
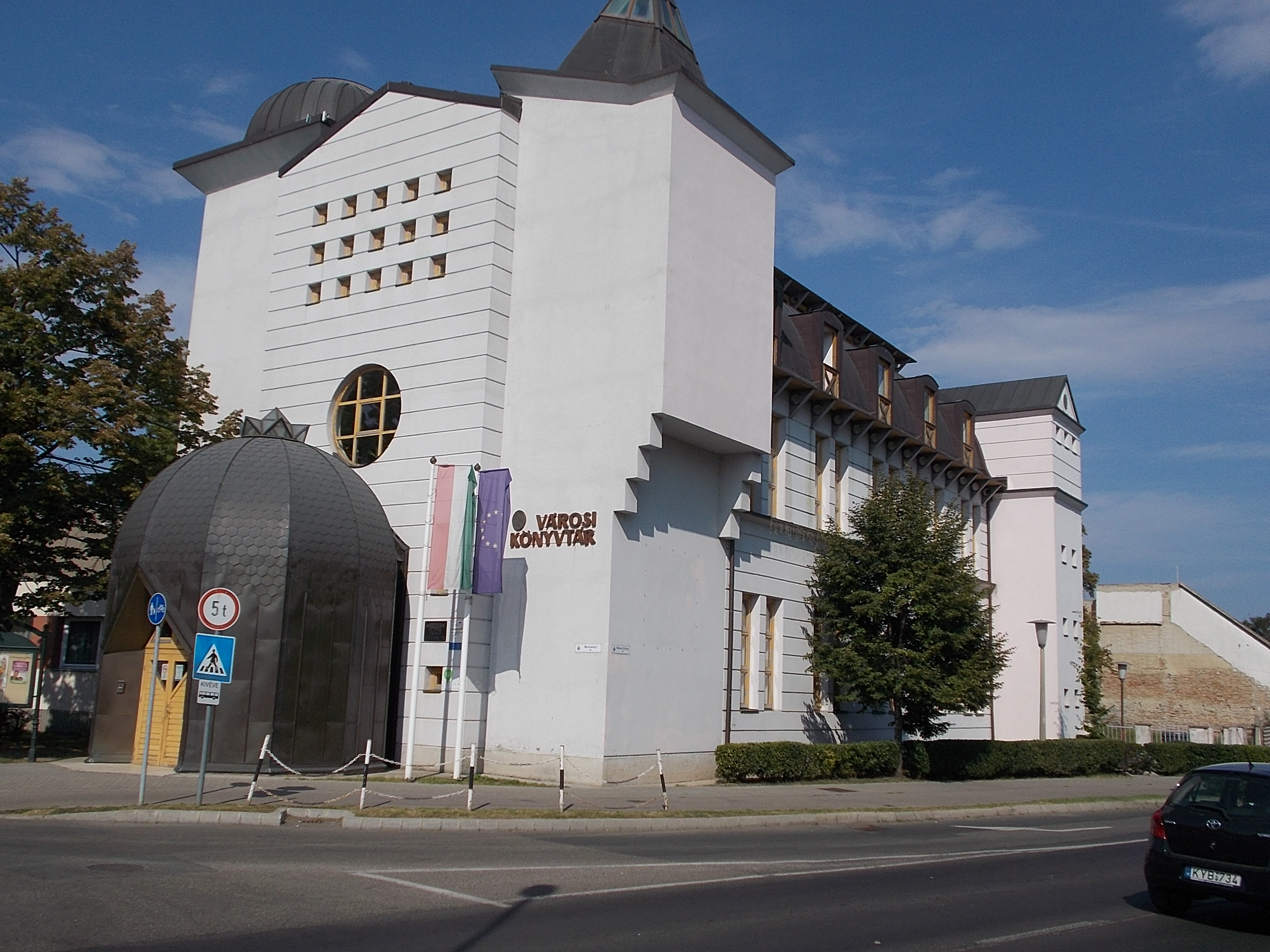
Városi Könyvtár
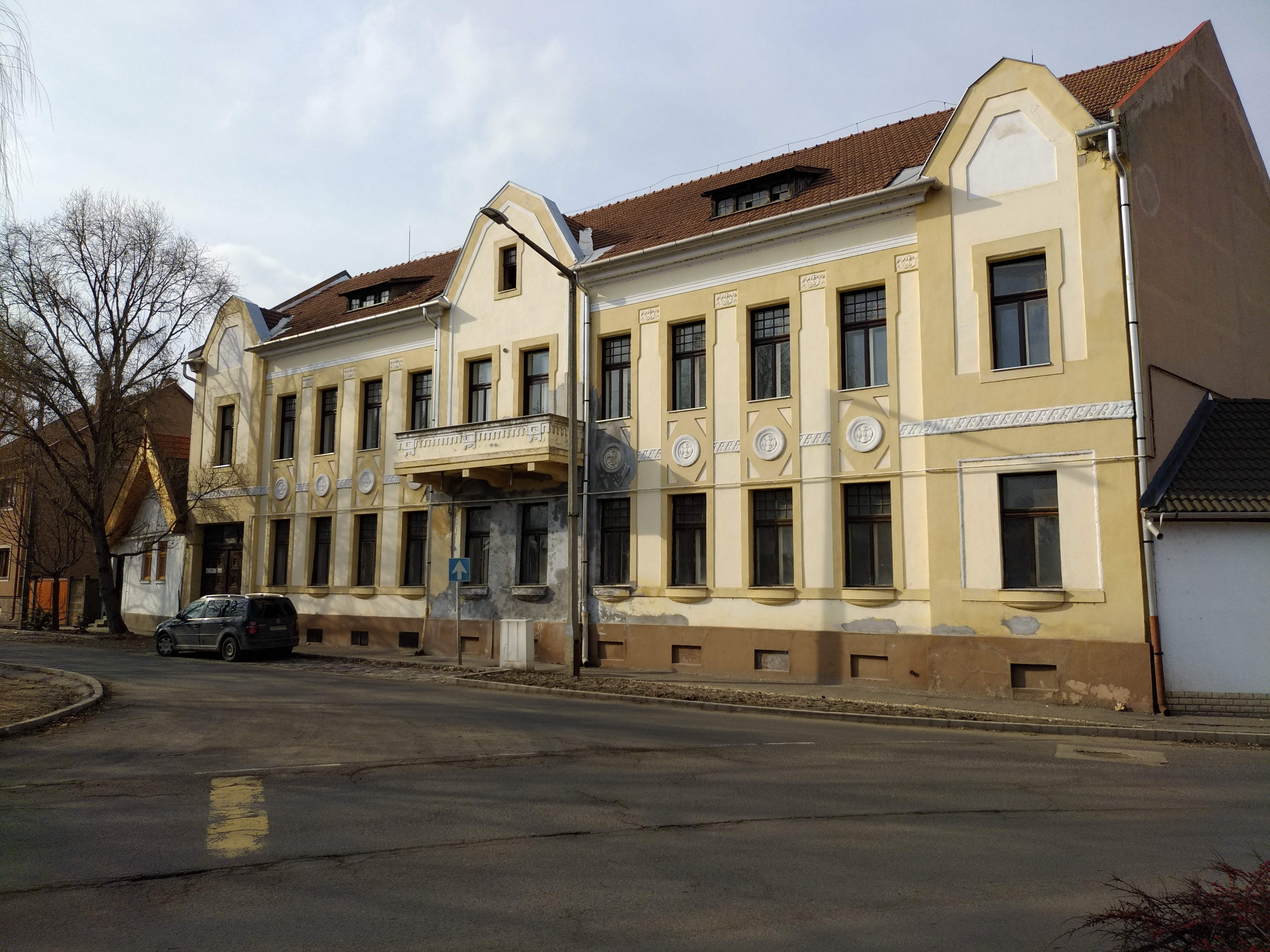
Az egykori gyermekkórház

- Eördögh-ház: 1848-ban épült, klasszicista stílusban.
- Zirzen Janka szülőháza: A 19. század elején épült.
- Lakóház (Kígyó u.): A 19. század közepén épült.
- Kőhíd 1805-1806-ban építették Rábl Károly mester tervei szerint a Zagyva fontos átkelési szakaszán, mely ma Jászberény központjában van.  - A Lehel Vezér Gimnázium épülete
  - Szikra Galéria
  - Az egykori Leánynvevelő Intézet
  - Víztorony
  - Az egykori Jászun Hármas Kerület Székháza
  - Városi Könyvtár
  - Az egykori gyermekkórház

##### Emlékművek, szobrok
- Az 1848-as hősök emlékoszlopa: 1870-ben emelték. Eredeti helyéről, a főtér közepéről 1938-ban elhelyezték, mai helyére 1971-ben került.
- Jász emlékmű 2005-ben készült, Györfi Sándor alkotása.
- Petőfi Sándor mellszobra: 1948-ban készült, Szilágyi Nagy István alkotása.
- Nádor-oszlop : 1798 -ban készült, József nádornak, a jászkunok örökös főkapitányának az emlékére.
- Jász huszár emlékmű: az I. világháború áldozatainak emlékére 1926 -ban készült, Vass Viktor és Pongrácz D. Szigfrid alkotásaként.
- Bundás-kút, melyet 1908-ban fúrtak. A felépítményét a juhász szobrával): Jankovich Gyula szobrászművész készítette 1912-ben.
- Török–magyar barátság emlékműve : 1909-ben készítette Körmendi Frim Jenő .
- II. világháborús emlékmű: 1992 -ben készült. Györfi Sándor alkotása.
- Turul -szobor[60]
- Déryné mellszobra (a (Margit-szigeten : 1961 -ben készítette Vasas Károly .
- Az Öntőmunkás szobra 1954.: Buza Barna alkotása.
- Korsós lány kútja: 1995 -ben készült, Zilahi Zoltán alkotása.
- "Nő bozótban" című bronzszobor: Segesdy György alkotása 1964 -ben a Velencei biennálén szerepelt.
- Kőképek: 1699-ben készültek, és a város egykori határát jelölték. Kovács György városi elöljáró, később főbíró állíttatta őket a járványoktól való megmenekülés emlékére.

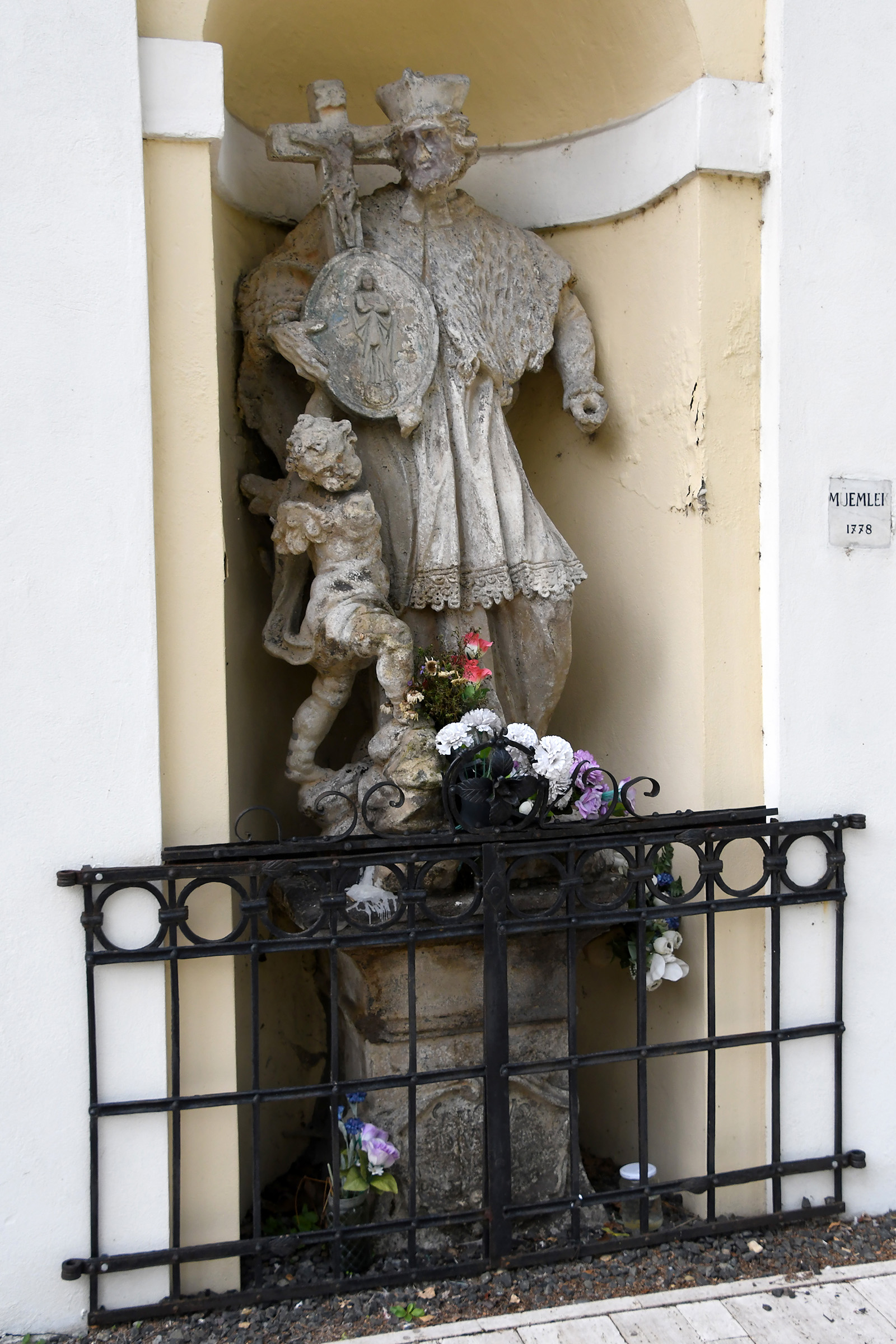
Nepomuki Szent János-szobor (1778)
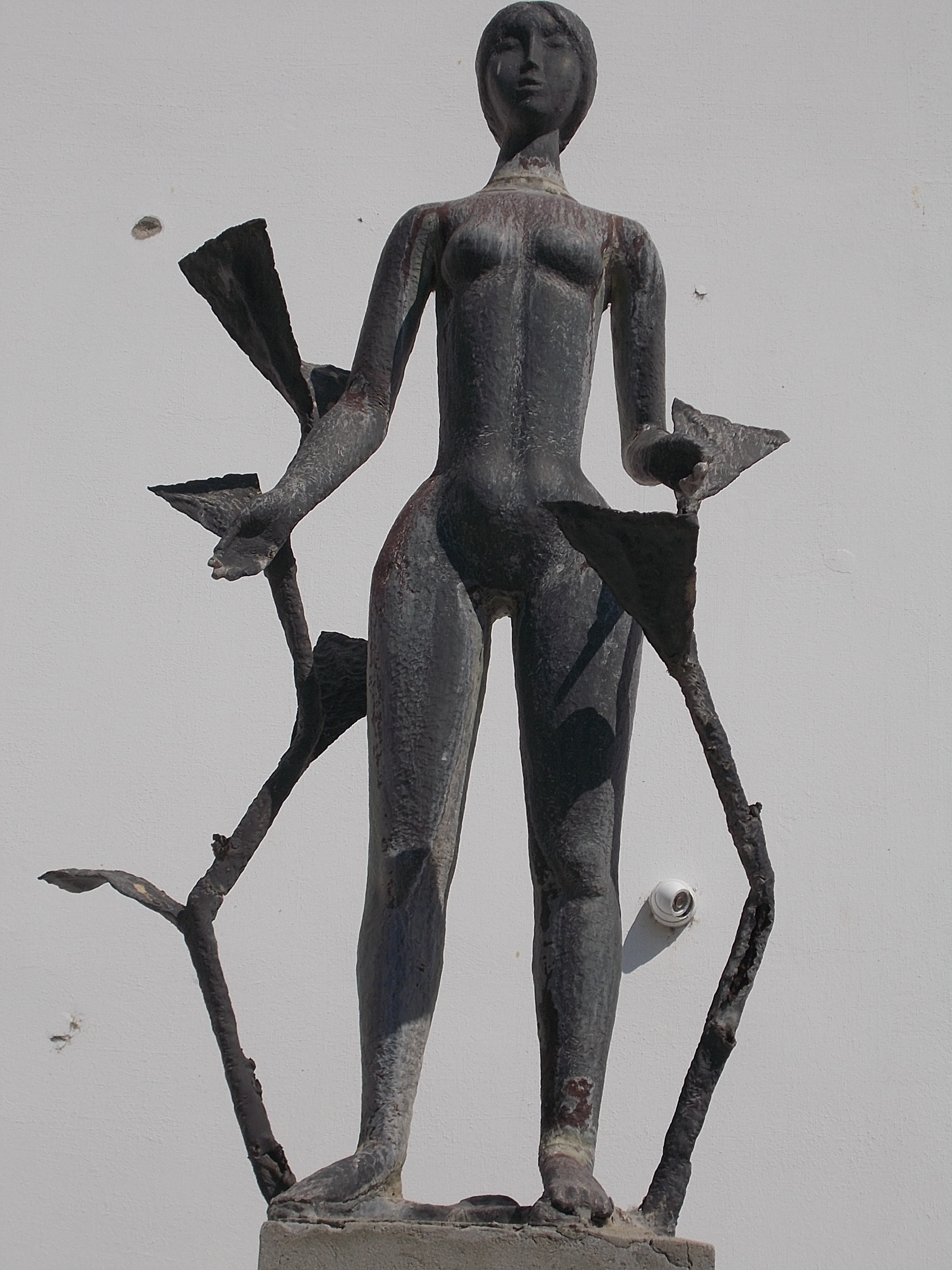
A termálfürdő bejárata előtt a modernista leány ábrázolás
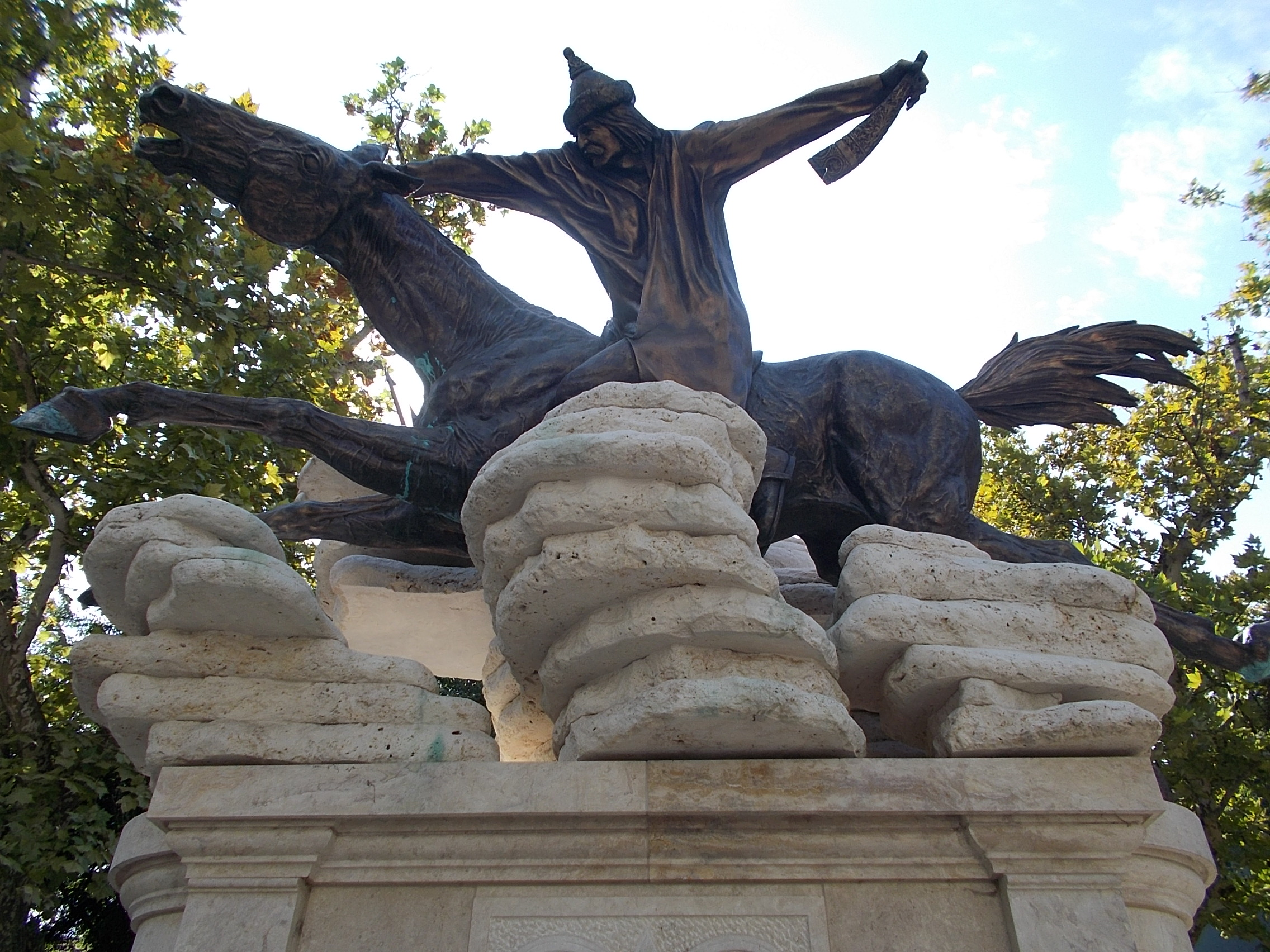
Lehel vezér szobra
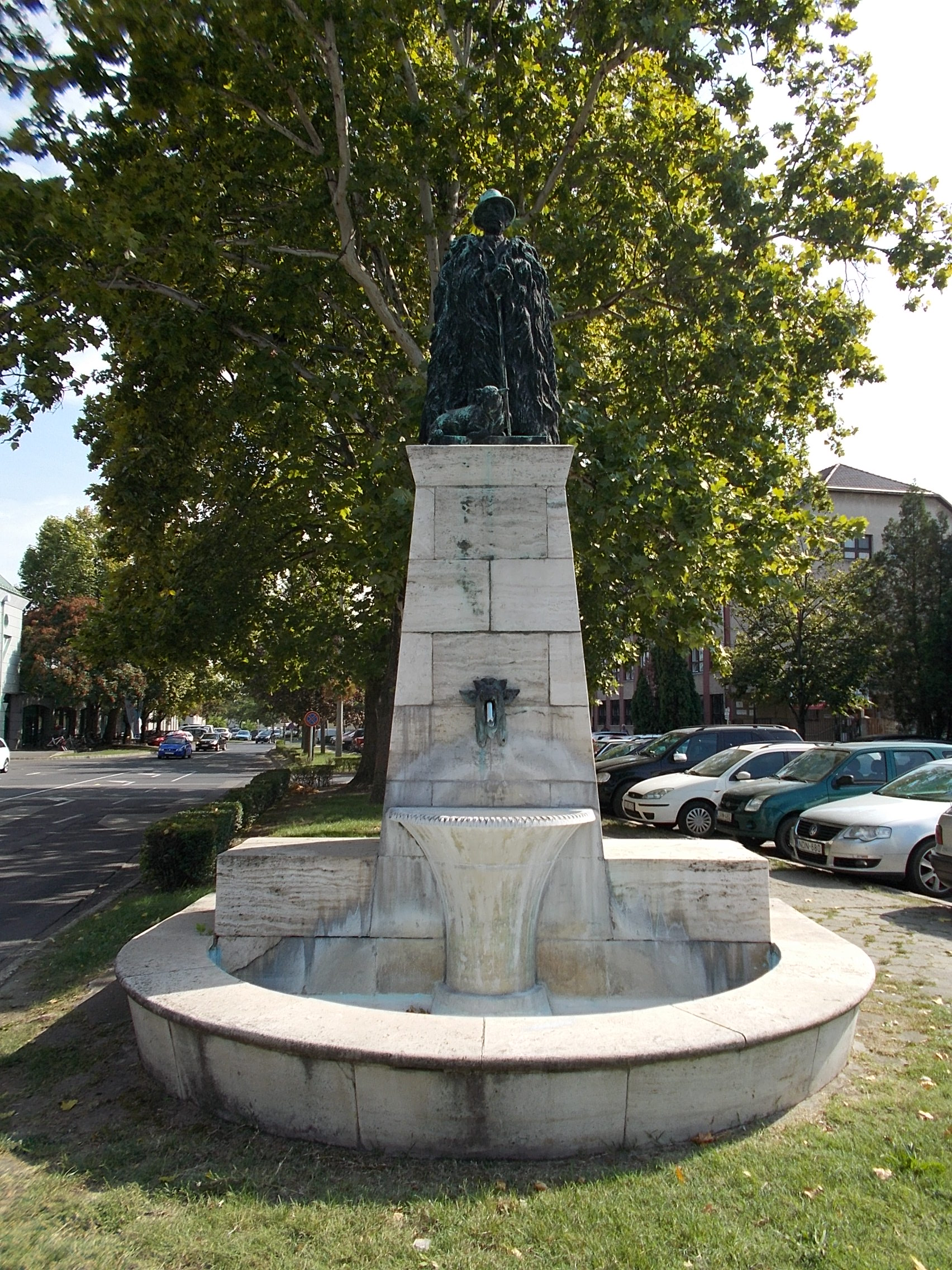
A Bundás-kút
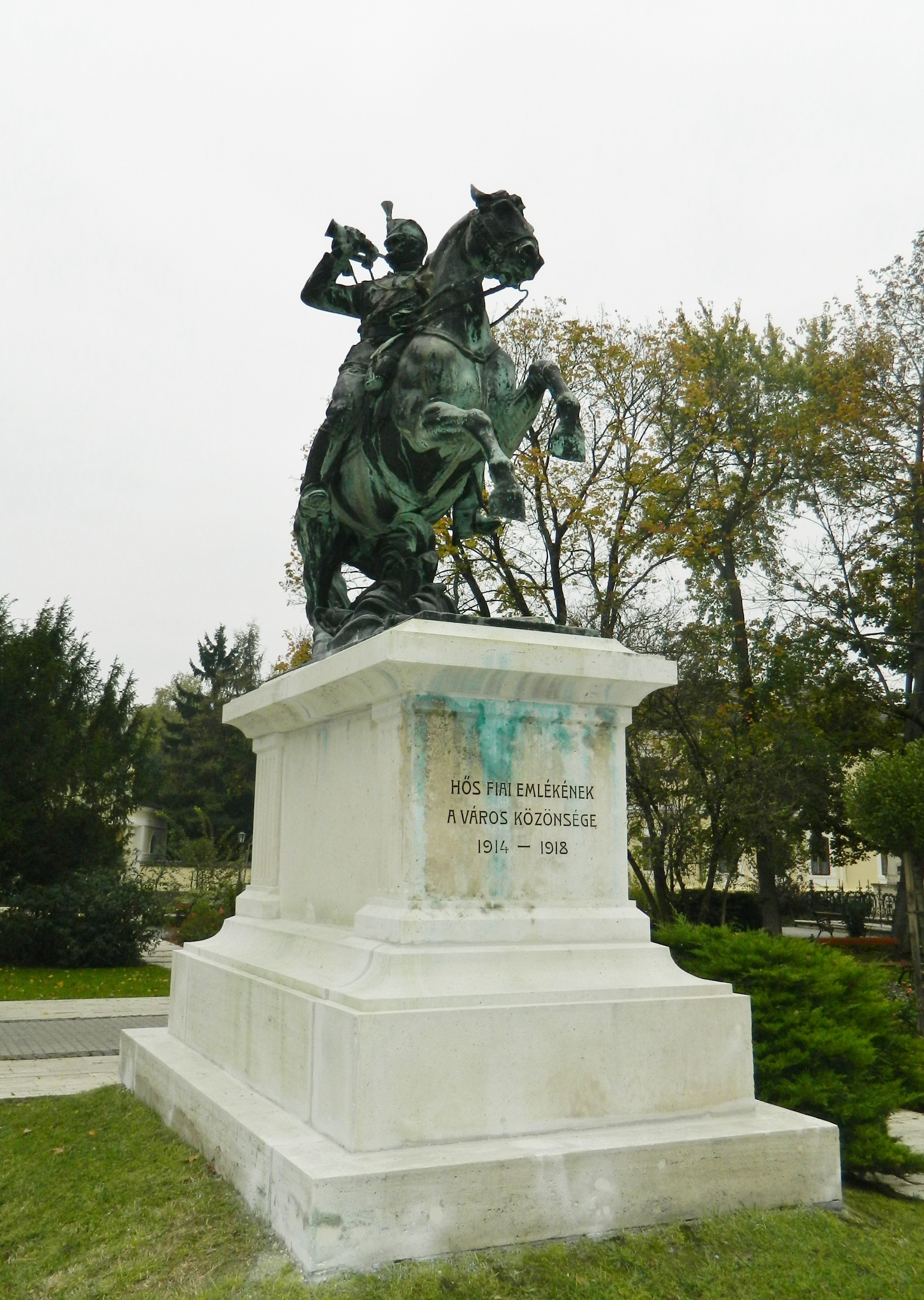
I. világháborús emlékmű
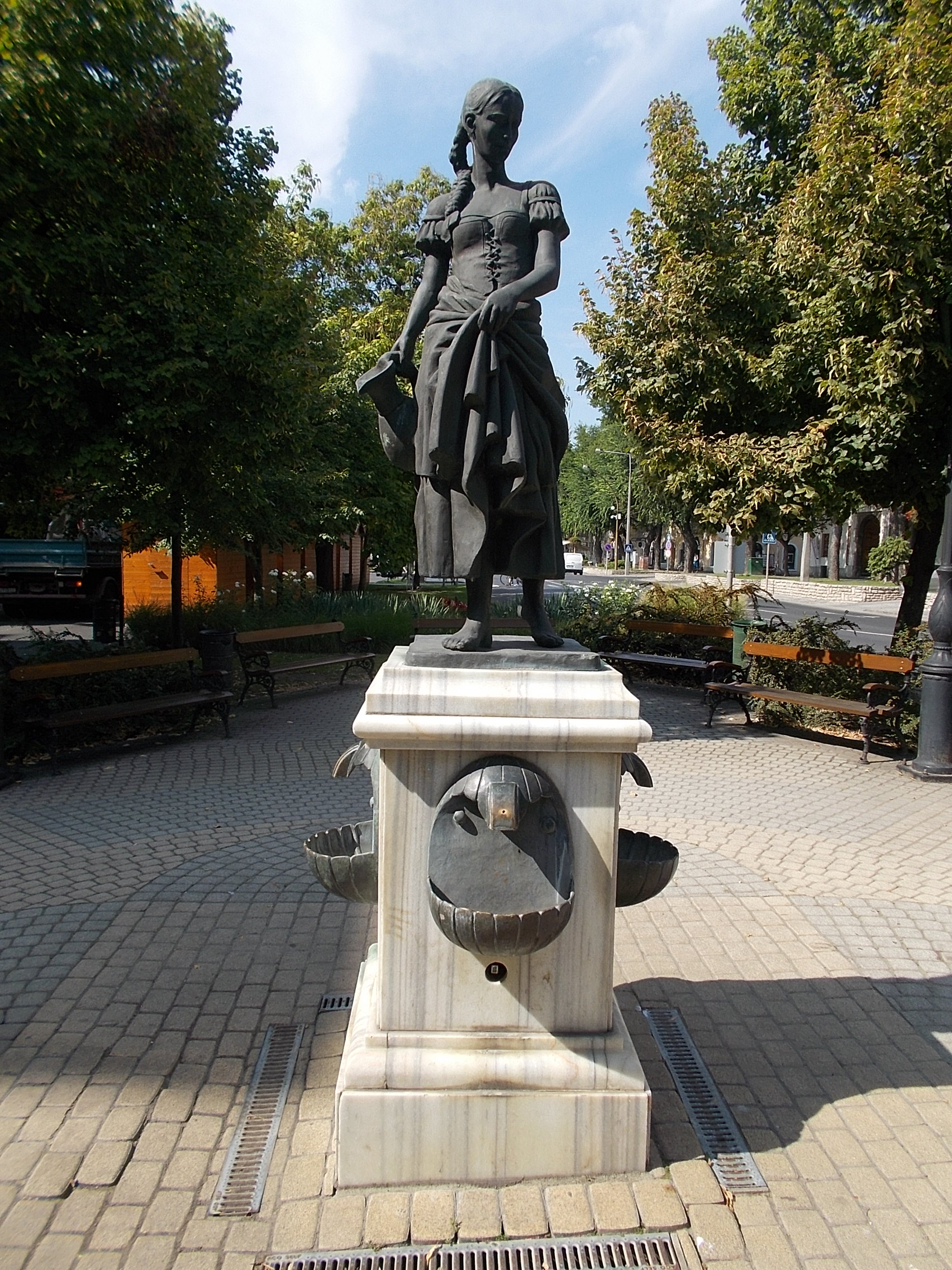
A Korsós lány szobra kútja
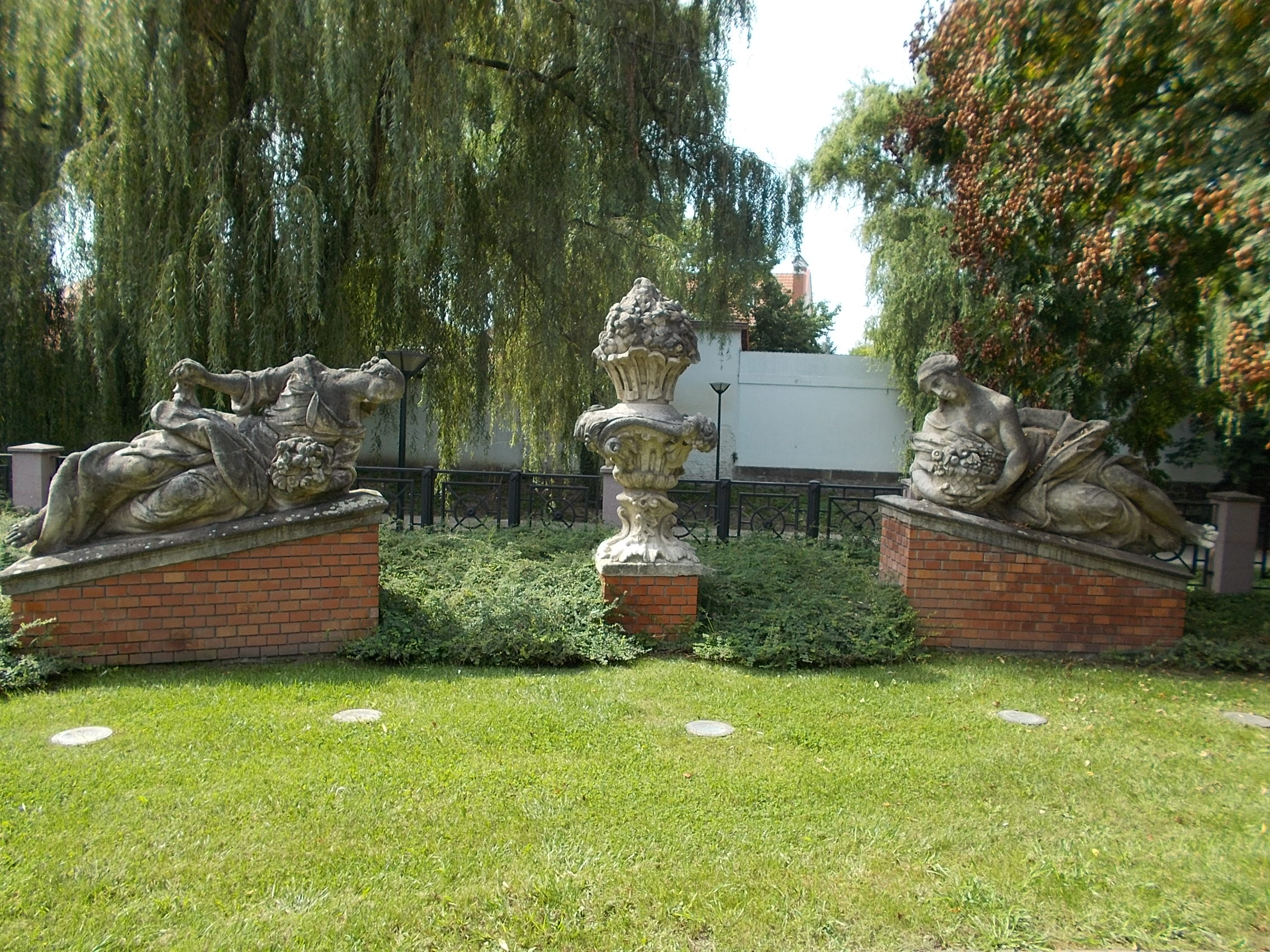
18. századi, egykor a Jászkun székházat díszítő szobrok
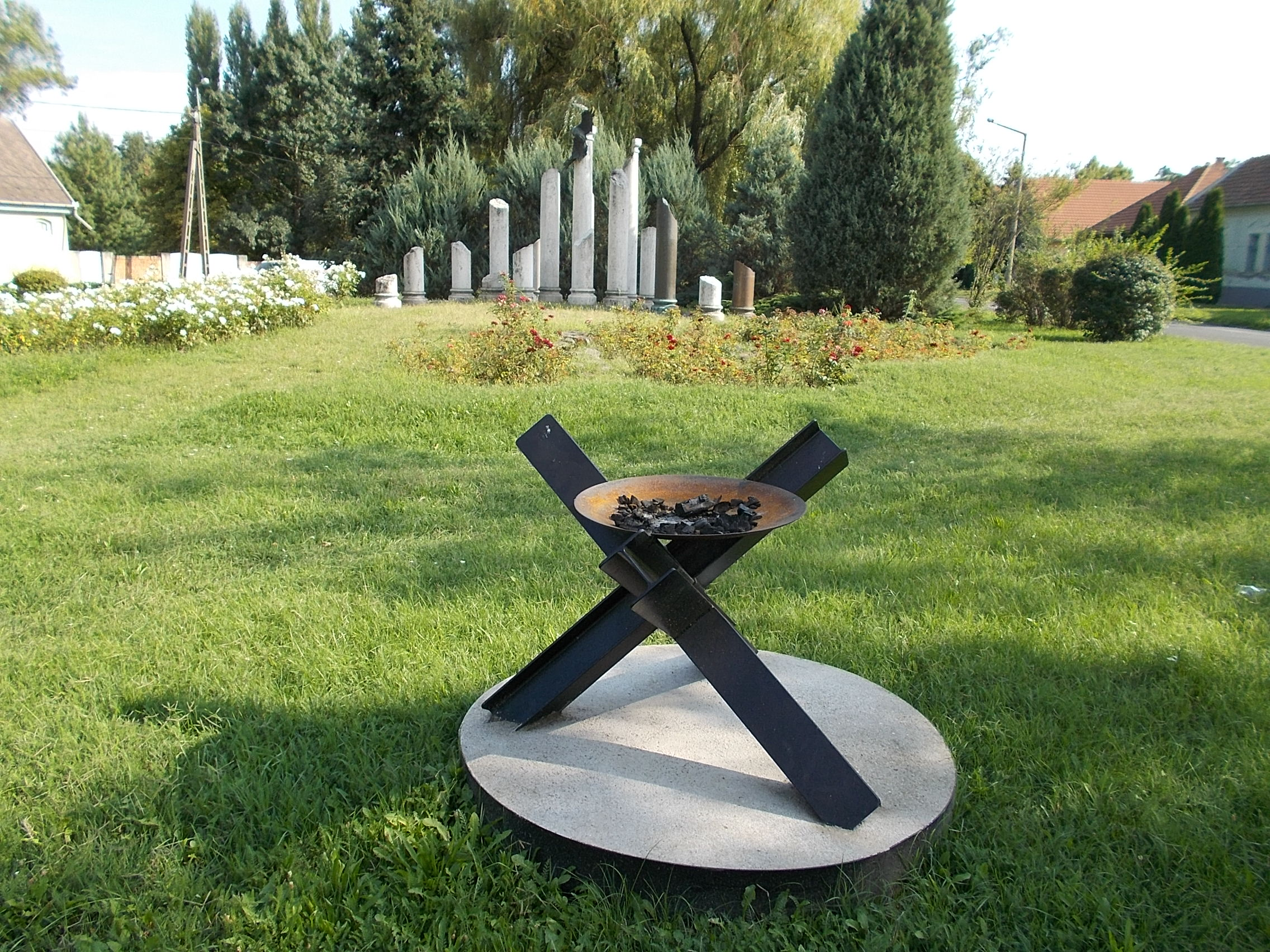
II. világháborús emlékmű
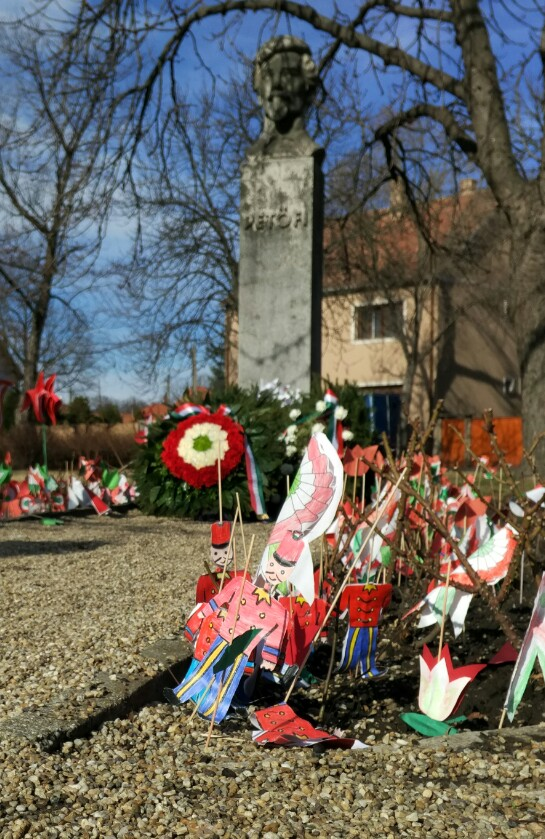
Petőfi-szobor feldíszítve az óvodások által gyártott kokárdákkal

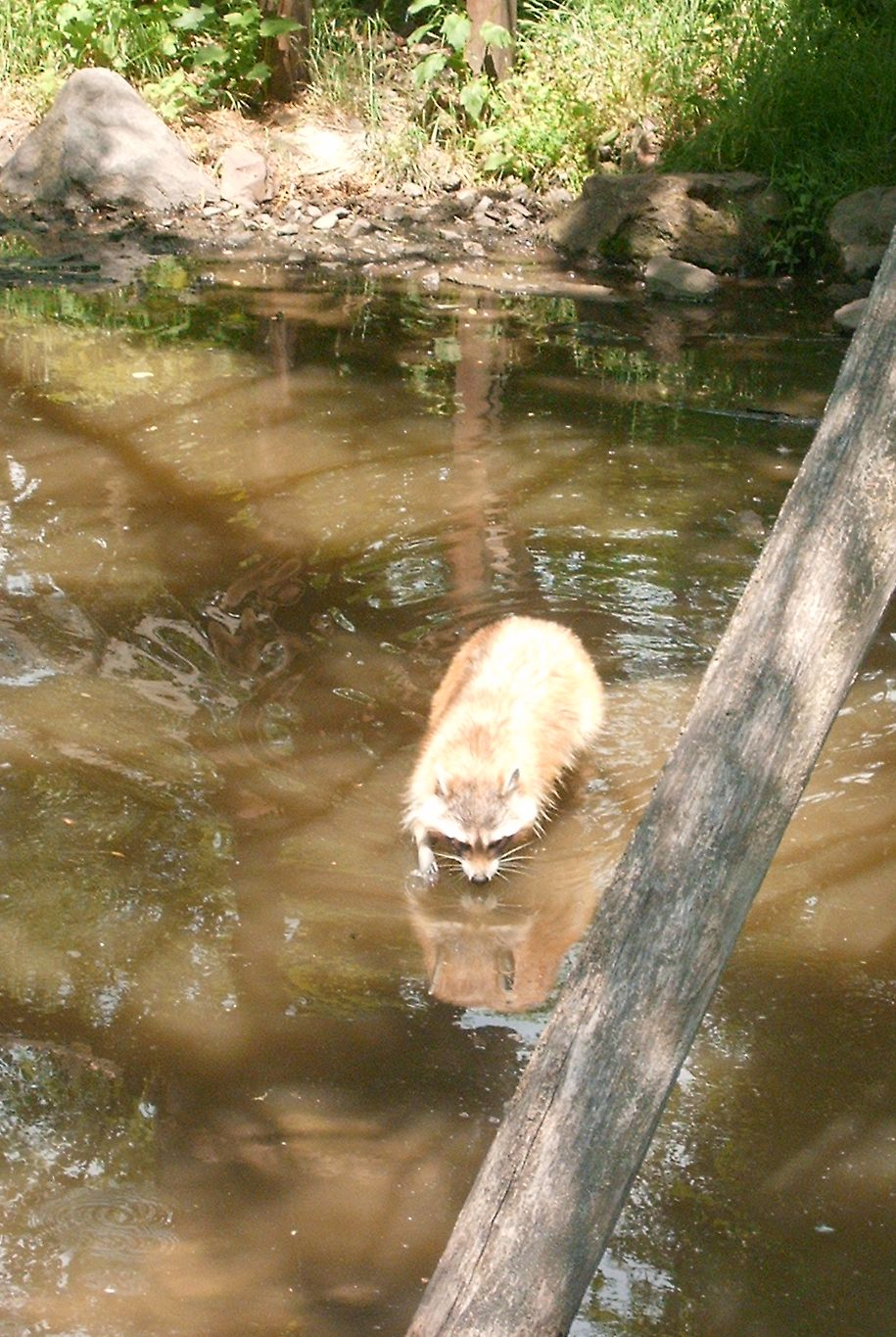
Mosómedve a jászberényi Állatkertben

### Természeti látnivalók, szórakozás, kikapcsolódás
- Jászberényi Állat- és Növénykert
- Sasközpont
- Jászberényi Strand és Termálfürdő
- Jászberényi Lehel Sport és Szabadidő Központ Fürdője
- Vasas Horgásztó
- LEHEL halastó
- Lehel Film-Színház: elsősorban moziként, másodsorban időnként színházként üzemel
- Jászberényi Lehet Vadásztársaság: 8907 hektáros területen folytat vadgazdálkodást. A több mint hetven éve működő egyesület nem csak a helyi vadászok kedvtelését szolgálja, hiszen a társaság területén lehetősség van vendégvadászatra is.[61]
- Ugrin Lovasiskola
- Jászberényi Műjégpálya

## Helyi média
A város kiterjedt városi és térségi médiát tart fenn. Nyomtatott sajtó szempontjából a héthetente megjelenő ingyenesen terjesztett közéleti, kulturális és sport témákkal is egyaránt foglalkozó Jászkürt Újság tekinthető lényegesnek. Ezen újság pdf formátumban is letölthető a jku.hu weboldalról, mely a BerényCafé internetes blog webcíme, melynek célja a lakosság általános tájékoztatása a Jászságot érintő kérdésekben.
Videó formátumban megkerülhetetlen a Jászsági Térségi Tv. A csatorna a Pr-Telecom Zrt. kábelszolgáltatóval áll kapcsolatban, ilyen módon 40 000 ember számára érhető el a térségben. Ezen túlmenően JTTV adásai elérhetőek Facebookon is, illetve YouTube csatornájuk is van.
Rádióadásokat illetően a helyi rádióként pedig a Trió FM üzemel.
Mindezeken túl még kiemelten foglalkozik a térséggel és benne a várossal a megyei SZOLJON hírportál is.

### Jászberényben hallgatható FM rádióadók, helyi TV
- Mária Rádió – FM 88, 3 MHz
- Bartók Rádió – FM 90,7 MHz
- Szent István Rádió –  FM 91,8 MHz
- Kossuth Rádió – FM 95,5 MHz
- Sláger FM – FM 95,8 MHz
- Trió FM – FM 97,7 MHz
- Dankó Rádió –  FM 99,8 MHz
- Rádió 1 – FM 101,7 MHz
- Petőfi Rádió – FM 102,7 MHz
- Fun rádio – FM 104,0 MHz
- Retro Rádió – FM 104,7 MHz
- Rádio VLNA – FM 105,1 MHz
- A vételkörzet határát nagyban befolyásolhatja a vevőkészülék minősége, érzékenysége, a növényzet sűrűsége, a domborzati viszonyok és az időjárási tényezők.
- PR-Telecom ZRT: Jászsági térségi televízió (régen Jász TRIO tv)

## Oktatás

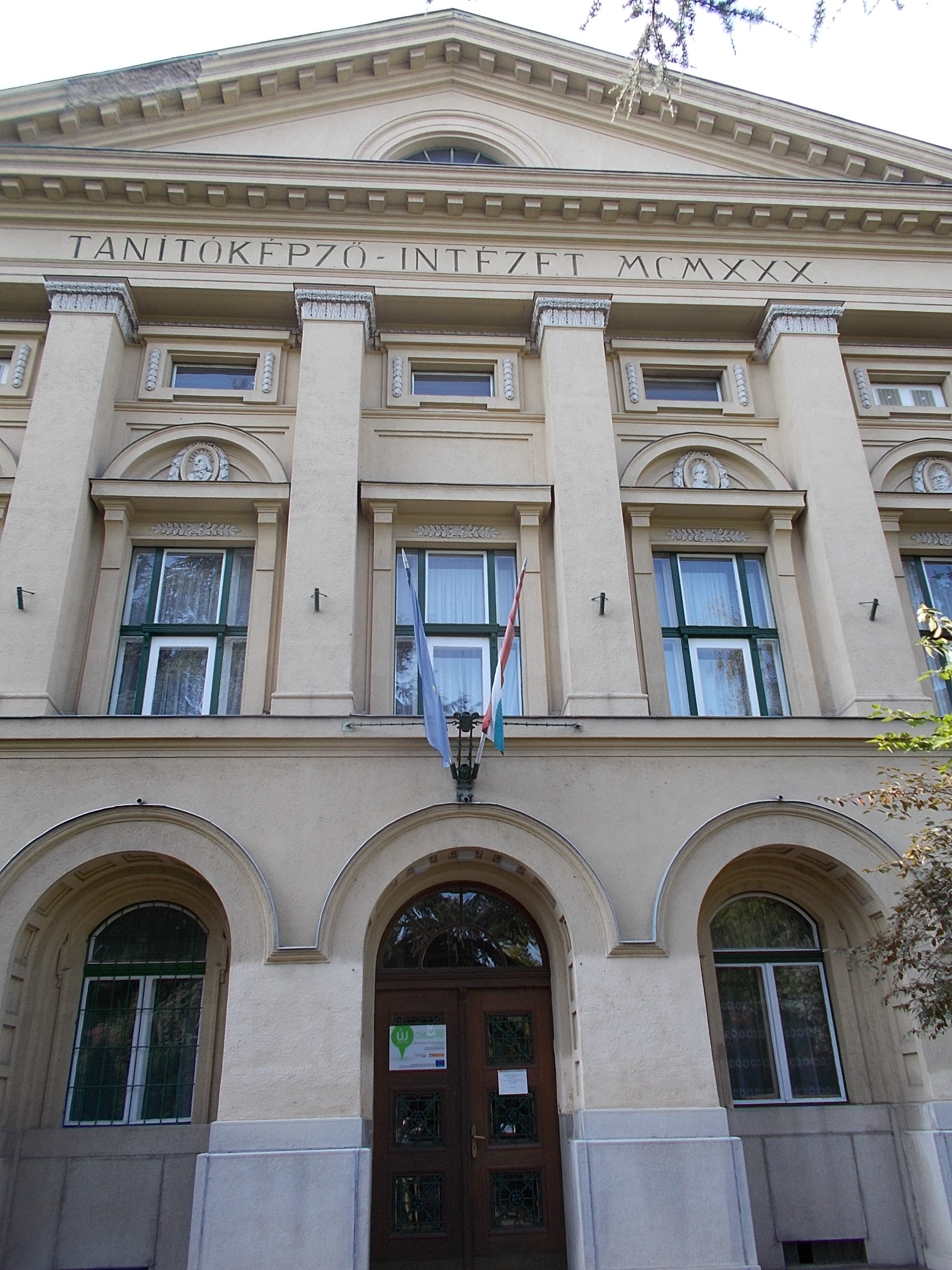
Az Eszterházy Károly Egyetem jászberényi campusának homlokzata

### Általános iskolák
- Nagyboldogasszony Kéttannyelvű Katolikus Általános Iskola[63]
- Belvárosi Általános Iskola[64]
- Szolnoki SZC Klapka György Technikum és Szakképző Iskola
- [65]
- Gróf Apponyi Albert Általános Iskola és Alapfokú Művészetoktatási Intézmény[66]
- Szent István Sport Általános Iskola és Gimnázium[67]

### Középiskolák
- Klapka György Szakközép- és Szakiskola Általános Iskola és Speciális Szakiskola[65]
- Liska József Erősáramú Szakközépiskola, Gimnázium és Kollégium[68]
- Terplán Zénó Kolping Technikum, Gimnázium és Szakképző iskola[69]
- Lehel Vezér Gimnázium[70]
- Szent István Sport Általános Iskola és Gimnázium[67]

### Felsőoktatás
- Eszterházy Károly Egyetem – Jászberényi Campus[71]

## Testvérvárosai
A testvérvárosi kapcsolatokban kifejtett tevékenységéért a város 1999-ben elnyerte az Európa Tanács Tiszteletzászlaját, majd 2003-ban az Európa Tanács Elismerő Plakettjét.
- Conselve, Olaszország
- Gyimesfelsőlok, Románia
- Sedalia, USA
- Sucha Beskidzka, Lengyelország
- Técső, Ukrajna
- Vechta, Németország
- Marosszentgyörgy, Románia
- Jazd, Irán
- Nagytapolcsány, Szlovákia
- Lajosmizse, Magyarország